# Sasanidsko cesarstvo
Sasanidsko cesarstvo, uradno Cesarstvo Irancev (srednjeperzijsko 𐭠𐭩𐭥𐭠𐭭𐭱𐭲𐭥𐭩 Ērānshahr), za zgodovinarje Novoperzijsko cesarstvo, je bilo zadnje perzijsko cesarstvo pred prihodom islama sredi 7. stoletja n. št. Ime je dobilo po Sasanidski dinastiji, najdlje vladajoči perzijski vladarski hiši, in trajalo več kot štiri stoletja od leta 224 do 651 n. št. Nasledilo je Partsko cesarstvo in v pozni antiki iz Perzije ponovno naredilo velesilo, enakovredno sosednjemu rivalskemu Rimskemu-Bizantinskemu cesarstvu.
Cesarstvo je ustanovil Ardašir I., lokalni iranski vladar, ki je prišel na oblast v Partskem cesarstvu, oslabelem zaradi notranjih sporov in vojn z Rimom. Po porazu zadnjega partskega šahinšaha Artabana IV. v bitki pri Hormizdeganu leta 224 je ustanovil Sasanidsko dinastijo in začel načrtovati obnovo zapuščine Ahemenidskega cesarstva s širjenjem iranskega ozemlja. Sasanidsko cesarstvo je v svojem največjem obsegu zajemalo ves sedanji Iran in Irak in se raztezalo od vzhodnega Sredozemlja, vključno z Anatolijo in Egiptom, do Pakistana in od dela južne Arabije do Kavkaza in centralne Azije. Po legendi je bil prapor Sasanidskega cesarstva Derafš Kaviani.
Sasanidsko obdobje se šteje za višek iranske zgodovine in do neke mere višek iranske kulture pred muslimansko osvojitvijo in posledično islamizacijo. Sasanidi so bili strpni do različnih verstev in kultur svojih podložnikov. Razvili so zapleteno centralizirano državno upravo in obnovili zoroastrstvo kot legalistično in združevalno silo svoje oblasti. Gradili so mogočne spomenike in javne zgradbe in podpirali kulturne in izobraževalne ustanove. Kulturni vpliv cesarstva je segal preko njegovih meja, tudi v zahodno Evropo, Afriko, Kitajsko in Indijo in pomagal oblikovati evropsko in azijsko srednjeveško umetnost. Perzijska kultura je postala osnova za veliko islamskih kultur in vplivala na umetnost, arhitekturo, glasbo, književnost in filozofijo po celotnem islamskem svetu.
Kulminacija iransko-bizantinskega spora v 7. stoletju je privedla do velikih vojnih, demografskih in gospodarskih izgub na obeh straneh, kar je Arabcem, združenim pod islamom, odprlo pot k osvojitvi sasanidskega in bizantinskega ozemlja. Zadnji sasanidski šah Jazdegerd III. je bil ubit leta 651 in dinastija je uradno prenehala obstajati. Njegov sin Peroz je zbežal na kitajski dvor. Padec Sasanidov je pomenil konec staroveškega obdobja iranske zgodovine in začetek 200 letne dominacije Rašidunskega kalifata. Prve srednjeveške iranske dinastije (Tahiridi, Samanidi, Safaridi) so se pojavile v Horasanu na začetku 9. stoletja.

## Ime
Uradno ime cesarstva je bilo Cesarstvo Irancev (srednjeperzijsko ērānšahr, partsko aryānšahr). Ime je prvič dokazano na Velikem napisu Šapurja I., na katerem kralj pravi: "Jaz sem kralj Cesarstva Irancev" (srednjeperzijsko ērānšahr xwadāy hēm, partsko aryānšahr xwadāy ahēm). Ker se je vladajoča dinastija imenovala po Sasanu, je v zgodovinarskih in akademskih krogih cesarstvo bolj znano kot Sasanidsko cesarstvo. Zgodovinarji ga imenujejo tudi Novoperzijsko cesarstvo, ker je imelo korenine v Perziji (Parsu). Prvo perzijsko cesarstvo je bilo Ahemenidsko cesarstvo.

## Zgodovina

### Izvor in zgodnja zgodovina (205-310)
Sasanidsko cesarstvo je v Istahru ustanovil Ardašir I.
Ardaširjev oče Papak je bil iranski princ, ki je vladal od leta 205/206 do svoje smrti med letoma 207 in 210. Do leta 200 mu je uspelo strmoglaviti Gohirja, dinasta iz Barzangidske dinastije, in prevzeti njegov položaj. Ardaširjeva mati Rodhag je bila hčerka pokrajinskega guvernerja Parsa.  
Papak in njegov najstarejši sin Šapur sta uspela razširiti svojo oblast na cel Pars. Dogodki, ki so sledili, so zaradi nezanesljivih virov nejasni. Jasno je samo to, da sta se po Papakovi smrti Ardašir, ki je bil takrat guverner Darabgerda, in starejši brat Šapur spopadla za oblast v Parsu. Viri omenjajo, da se je po srečanju z bratom na Šapurja zrušila streha in ga ubila. Ardašir je do leta 208 obračunal z brati, ki so protestirali zaradi Šapurjeve smrti, in se proglasil za vladarja Parsa.
Ko je bil Ardašir imenovan za šaha (kralja), je prestavil svojo prestolnico bolj proti jugu in ustanovil novo prestolnico Ardašr-Huarra (nekdanji Gur, sedanji Firuzabad). Mesto so dobro varovale visoke gore in lahko branljivi ozki prelazi. Mesto samo je obdajalo visoko obzidje, ki je bilo verjetno kopija obzidja Darabgirda. Vladarjeva palača je bila na seveni strani mesta. Njeni ostanki so še vedno obsežni. 
Po vzpostavitvi oblasti v Parsu je Ardašir hitro širil svoje ozemlje, zahteval fevdno zvestobo od lokalnih knezov Parsa in vzpostavil oblast v sosednjih provincah Kerman, Esfahan, Susiana in Harakena. Njegovo širjenje je vzbudilo pozornost partskega kralja Artabana V., ki je ukazal guvernerju Huzistana, naj napade Ardaširja. V vojni z njim je Ardašir v bitkah leta 224 zmagal. V drugem poskusu je Ardaširja napadel Artaban V. osebno in v bitki pri Hormozganu padel. Ardašir je po zmagi napadel zahodne province umrlega Partskega cesarstva.
Arsakidska dinastija je bila v tistem času razdeljena med podpornike Artabana V. in Vologasa VI. Slednji je verjetno dovolil Ardaširju utrditi oblast na jugu brez večjega vmešavanja Partov. Ardaširju je bila naklonjena tudi geografija Parsa, ki je z gorami ločen od ostalega Irana. Leta 224 je bil v Ktezifonu kronan za izključnega vladarja Perzije in privzel naslov šahinšah ali kralj kraljev. Napis kot njegovo banbišnan banbišn – kraljico kraljic omenja Adhur-Anahid, čeprav njuna zveza ni bila povsem sklenjena. S kronanjem se je končalo štiristoletno Partsko cesarstvo in začela štiristoletna sasanidska oblast.
V naslednjih nekaj letih so po celem cesarstvu izbruhnili upori. Ardašir I. je kljub temu širil svoje cesarstvo proti vzhodu in severozahodu. Osvojil je pokrajine Sistan, Gorgan, Horasan, Margiana (v sedanjem Turkmenistanu), Balh in Horezmijo. K cesarstvu je priključil tudi Bahrajn in Mosul. Kasnejši napisi omenjajo tudi vdajo kraljev Kušana, Turana in Mekrana. Numizmatični dokazi kažejo, da so se omenjeni kralji verjetneje vdali njegovemu sinu Šapurju I. Na zahodu so bili napadi na Hatro, Armenijo in Adiabeno manj uspešni. Ardašir je leta 230 prodrl globoko na ozemlje Rimskega cesarstva. Rimska protiofenziva dve leti kasneje so je končala brez zmagovalca, rimski cesar Aleksander Sever pa je v Rimu kljub temu triumfiral.
Ardaširjev sin Šapur I. je nadaljeval širjenje cesarstva. Osvojil je Baktrijo in zahodne dele Kušanskega cesarstva in izvedel več pohodov proti Rimskemu cesarstvu. Napadel je rimsko Mezopotamijo in osvojil Karhe in Nisibis, potem pa ga je pri Resaini porazil rimski general Timesitej in osvojil izgubljena rimska ozemlja. Cesar Gordijan III. (vladal 238-244) je kasneje prodrl še dlje ob Evfratu in bil pri Mešiki leta 244 poražen. Po porazu so ga njegovi vojaki ubili in omogočili Šapurju I., da je z novim cesarjem Filipom Arabcem sklenil zelo ugoden mir. Rimljani so mu takoj izplačali 500.000 denarijev in se obvezali za nadaljnja letna plačila.
Šapur I. je kmalu nadaljeval vojno, porazil Rimljane pri Barbalisu (253) in kasneje veljetno osvojil in izropal Antiohijo  Rimski protinapad pod poveljstvom cesarja Valerijana se je končal s katastrofo. Valerijan je bil po obleganju v Edesi ujet in ostal do smrti v perzijskem ujetništvu. Šapur I. je svojo zmago ovekovečil z impresivnima skalnima reliefoma v Nakš-e Rostamu in Bišapurju in monumentalnim skalnim napisom v perzijščini in grščini pri Perzepolisu. Izkoristil je svoj uspeh in leta 260 prodrl v Anatolijo in se po porazu z Rimljani in njihovim palmirskim zaveznikom Odenatom v neredu umaknil. Izgubil je svoj harem in vsa osvojena ozemlja.
Šapur je imel ambiciozne razvojne načrte. Ukazal je gradnjo prvega jezu v Iranu in ustanovil veliko mest. V nekatera je naselil del beguncev z rimskih ozemelj, vključno s kristjani, ki so lahko pod sasanidsko oblastjo svobodno prakticirali svojo vero. Po njem se imenujeta mesti Bišapur in Nišapur. On sam je dajal prednost manihejstvu in ščitil Manija, ki mu je posvetil svojo knjigo Šabuhragan. V tujino je poslal veliko manihejskih misijonarjev. 
Podpiral je tudi babilonskega rabina Samuela. Njuno prijateljstvo je bilo ugodno za tamkajšnjo judovsko skupnost, za katero so sicer veljali zelo zatiralni zakoni. Kasnejši sasanidski vladarji niso vodili tako tolerantne verske politike. Ko je na oblast prišel Šapurjev sin Bahram I., je pod pritiskom zoroastrskega visokega svečenika Katirja ukazal ubiti Manija in začel preganjati njegove pristaše. Zahteve zoroastrske duhovščine je ubogljivo izpolnjeval tudi njegov naslednik Bahram II. Med njegovim vladanjem so Rimljani pod poveljstvom cesarja Kara opustošili prestolnico Ktezifon, pod cesarjem Dioklecijanom pa je po pol stoletja perzijske vladavine Rim zasedel večino Armenije.
Bahrama III., ki je vladal zelo malo časa leta 293, je nasledil Narseh, ki je začel novo vojno z Rimom. Po prvih uspehih pri Kliniku na Evfratu proti cesarju Galeriju leta 296 je bil nazadnje odločilno poražen. Galerijeva vojska je bila, verjetno spomladi 298, okrepljena z enotami, zbranimi v rimskih obdonavskih provincah. Galerij je nato nameraval preko Armenije napasti severno Mezopotamijo. Narseh se je iz Mezopotamije umaknil v Armenijo, da bi ustavil napad Rimljanov. Skalnat teren v Armeniji je bolj ustrezal rimski pehoti kot sasanidski konjenici. Galerij je s pomočjo domačinov uspel presenetiti Narseha in ga v dveh bitkah premagal.
Med drugo bitko so Rimljani zasegli Nasrehov tabor, zakladnico, harem in ženo. Galerij je nato nadaljeval pohod v Medijo in Adiabeno in večkat zmagal, najvidneje pri Erzurumu, in pred 1. oktobrom 298 osvojil Nisibis (Nusaybin, Turčija). Pohod je nadaljeval ob Tigrisu in osvojil Ktezifon. Narseh je pred tem poslal h Galeriju delegacijo s prošnjo, da mu vrne žene in otroke. Spomladi 299 so se začela mirovna pogajanja, ki sta jim predsedovala Galerij in Dioklecijan.
Mirovni pogoji so bili težki: Perzija je morala Rimu prepustiti vsa osvojena ozemlja. Meja med cesarstvoma je postal Tigris. Armenija je prišla pod rimsko oblast. Mejo je predstavljala trdnjava Ziata. Kavkaška Iberija je postala rimski fevd z guvernerjem, ki ga je imenoval Rim. Nisibis, zdaj pod rimsko oblastjo, je postal edini kanal za trgovanje med Perzijo in Rimom. Rim je dobil oblast v petih satrapijah med Tigrisom in Armenijo: Ingileni, Sofaneni (Sofena), Arzaneni (Aghdznik), Kordueni in Zabdiceni (pri sedanjem Hakkâriju, Turčija). Perzijci so se tudi obvezali, da se ne bodo vmešavali v notranje zadeve Armenije in Gruzije.
Narseh je zaradi katastrofalnega poraza odstopil in leto kasneje umrl. Prestol je nasledil njegov sin Hormizd II. Po celi državi so se začeli upori. Novi kralj je uspel zatreti upore v Sakastanu in Kušanu, ni pa mogel obvladati perzijskega plemstva. Leta 309 so ga na lovu ubili Beduini.

### Prva zlata doba (309-379)
Po smrti Hormizda II. so začeli severni Arabci pustošiti in pleniti zahodna mesta perzijskega cesarstva. Napadli so celo Pars, domovino sasanidskih kraljev. Perzijski plemiči so medtem umorili Hormizdovega najstarejšega sina, drugega pa oslepili. Tretjega so aretirali, vendar mu je uspelo pobegniti na rimsko ozemlje. Prestol je bil rezerviran za Šapurja II., nerojenega sina ene od žena Hormizda II. Kronan je bil in utero, tako da so krono položili na materin trebuh. Med Šapurjevim otroštvom so v cesarstvu vladali njegova mati in plemiči. Ko je odrasel in prevzel oblast, se je kmalu izkazal za dejavnega in učinkovitega vladarja. 
Z majhno, a disciplinirano vojsko, se je odpravil na jug proti Arabcem, jih porazil in zavaroval južne pokrajine cesarstva. Zatem se je odpravil na svoj prvi pohod proti Rimljanom in večkrat zmagal. Zaradi več neuspelih obleganj ključne obmejne trdnjave Nisibis in rimskih osvojitev perzijskih mest Singara in Amida mu ni uspelo osvojiti nobenega ozemlja pod rimsko oblastjo.
Šapurjevi pohodi so zaustavili plenilske pohode nomadskih plemen ob zahodni meji cesarstva, ki so ogrožali predvsem Transoksanijo, ključno za nadzor nad svilno cesto. Šapur se je v Transoksaniji srečal z vzhodnimi nomadi in lokalnim poveljnikom dovolil nadlegovalne pohode na Rimljane. Podjarmil je srednjeazijska plemena in njihovo ozemlje priključil kot novo provinco.
Na vzhodu je Šapur II. okoli leta 325 zasedel veliko ozemlja v sedanjem Afganistanu in Pakistanu. Širitvi ozemlja je sledila širitev sasanidske kulture in umetnosti v Turkestan in celo na Kitajsko. Šapur II. je s svojim zaveznikom, nomadskim kraljem Grumbatom, leta 359 krenil na svoj drugi pohod proti Rimljanom in kmalu osvojil Singaro in Amido. Rimski cesar Julijan je v protinapadu prodrl globoko na perzijsko ozemlje in pri Ktezifonu porazil Šapurja. Prestolnice mu ni uspelo zavzeti, pri poskusu umika na rimsko ozemlje pa so ga ubili. Njegov naslednik Jovijan, ujet v past na vzhodnem bregu Tigrisa, je moral za prost prehod iz Perzije prepustiti Sasanidom vse province, ki so jih oni leta 298 prepustili Rimu, ter Nisibis in Singaro.
Od okoli leta 370 do konca vladanja Šapurja II. so Sasanidi izgubili oblast v Baktriji na račun napadalcev s severa, najprej Kidaritov, nato Heftalitov in nazadnje Alhonskih Hunov. Huni so začeli kovati svoj denar, ki se je zgledoval po sasanidskem. Na kovancih, kovanih v Baktriji, je bila pogosto doprsna podoba, zelo podobna sasanidskima kraljema Šapurju II. (vladal 309-379) in Šapurju III. (vladal 383-388). Na obverzu sta bila dodana alhonska tamga in ime "Alhono", napisano v baktrijski pisavi. Na reverzu so bili upodobljeni darovalci ob žgalnem oltarju.
Šapur II. je nadaljeval strogo versko politiko svojega predhodnika. Med njegovim vladanjem je bila zbrana Avesta, zbirka svetih zoroastrskih besedil. Krivoverstvo in odpadništvo se je kaznovalo. Slednje je bila reakcija na pokristjanjevanje, ki ga je v Rimskem cesarstvu izvajal Konstantin I. Veliki. Šapur II. je bil, tako kot Šapur I., naklonjen Judom. Živeli so relativno svobodno in med njegovim vladanjem dobili veliko ugodnosti. Ob njegovi smrti je bilo cesarstvo močno kot nikoli prej. Vsi nasprotniki na vzhodu so bili pokorjeni, pod sasanidsko oblastjo pa je bila tudi Armenija.

### Vmesno obdobje (379-498)
Od smrti Šapurja II. (379) do prvega kronanja Kavada I. (488) je bilo obdobje relativnega miru s samo dvema kratkima vojnama z Vzhodnim rimskim cesarstvom. Prva je bila leta 421-422 in druga leta 440. V tem obdobju se je sasanidska verska politika spreminjala od vladarja do vladarja. Trden sistem državne uprave, ki ga je vzpostavil Šapur II., je ostal učinkovit, čeprav je v tem obdobju v cesarstvu vladalo nekaj šibkih vladarjev.
Po smrti Šapurja II. leta 379 je oblast prešla na  njegovega polbrata Ardaširja II. (vladal 379-383), sina Hormizda II., in nato na  sina Šapurja III. (vladal 383-388). Nobeden od njiju ni imel vladarskih sposobnosti njunega predhodnika. Ardašir je bil vzgojen kot cesarjev polbrat,  Šapur III. pa je bil preveč melanholičen, da bi lahko kaj dosegel. Bahram IV. (vladal 388-399) ni bil tako neaktiven kot njegov oče, a kljub temu ni dosegel nič pomembnega. V tem času je bila Armenija z mednarodnim sporazumom razdeljena med Bizantinsko in Sasanidsko  cesarstvo. Sasanidi so vzpostavili svojo oblast v Veliki Armeniji, Bizantinci pa v manjšem delu zahodne Armenije.
Bahram IV., sin Jazdegerda I. (vladal 399-421), se je pogosto primerjal s Konstantinom Velikim. Oba sta bila fizično in diplomatsko močna, oportunistična, prakticirala versko strpnost in zagotavljala svobodo nastajajočim verskim manjšinam. Jazdegerd je prekinil preganjanje kristjanov in kaznoval plemiče in svečenike, ki so jih preganjali. Njegova vladavina je bila obdobje relativnega miru z Rimljani. Jazdegerd  je celo prevzel skrbstvo nad mladim Teodozijem II. (vladal 408-450) in se poročil z judovsko princeso, s katero je imel sina Narsija.
Jazdegerdov sin Bahram V. (vladal 421-438) je eden od najbolj znanih perzijskih sasanidskih kraljev in junak številnih mitov.  Miti so se ohranili tudi po propadu Sasanidskega cesarstva po napadu Arabcev. Bahram V. je prišel na prestol po nenadni Jazdegerdovi smrti  ali umoru, ki so ga zagrešili njegovi nasprotniki s pomočjo arabskega dinasta al-Mundirja iz al-Hiraha. Bahramova mati Šušanduht je bila hčerka judovskega eksilarha.  Bahram je na vzhodu  zdrobil invazijo Heftalitov in razširil svoje cesarstvo v Osrednjo Azijo. Njegov portret se je na buharskih kovancih ohranil še nekaj stoletij. Odstavil je vazalnega kralja perzijskega dela Armenije in Armenijo pretvoril v perzijsko provinco.  
Hrabrost, lepota, zmage nad Rimljani, turškimi ljudstvi, Indijci in Afričani, dosežki na lovu in iskanje ljubezni Bahrama V. so opisani v številnih zgodbah. Bolj kot Bahram V. je znan kot  Bahram-e Gur. Gur pomeni onager in kaže na njegovo ljubezen do lova, predvsem na onagerje. Bahram V. simbolizira kralja na višku zlate dobe in utelešenje blaginje. Na oblast je prišel po rivalstvu z bratom in večino časa preživel v spopadih s tujimi sovražniki, lovu,  dvornih zabavah  in predstavah  slavnih skupin gospa in dvorjanov. V tem obdobju so bile napisane največje mojstrovine sasanidske književnosti in skomponirana najboljša glasba. Polo je postal dvorni šport.
Bahramov sin Jazdegerd II. (vladal 438-457) je bil v nekaterih pogledih zmeren vladar, vendar je, v nasprotju z Jazdegerdom I., vodil ostro politiko do verskih manjšin, predvsem krščanske. Po bitki pri Avarajru leta 451 so Armenci pod vodstvom Vardana Mamikonijana povovno uveljavili svojo pravico do svobodnega prakticiranja krščanske vere.  Pravica je bila kasneje potrjena z Nvarsaškim sporazumom (484).
Jazdegerd II. je na začetku svojega vladanja leta 441 zbral vojsko zazličnih narodnosti, vključno z indijskimi zavezniki, in napadel Bizantinsko cesarstvo. Po nekaj manjših spopadih je bil ponovno vzpostavljen mir. Kralj je zatem leta 443 zbral vojsko v Nišapurju in začel dolg pohod proti Kidaritom. Po več bitkah jih je strl in jih leta 350 pregnal preko reke Oks.
Med svojo vzhodno kampanjo je Jazdegerd II. začel dvomiti v zvestobo kristjanov v svoji vojski in jih je odstranil z vodstvenih položajev. Kasneje je začel preganjati kristjane po celi državi  in v veliko manjši meri  tudi Jude.  Da bi ponovno  vzpostavil zoroastrstvo v Armeniji, je v bitki pri Vartanancu leta 451 zatrl vstajo armenskih kristjanov. Armenci so kljub temu ostali predvsem krščanski. V poznejših letih se je vse do svoje smrti leta 457 spet spopadal  s Kidariti. Nasledil ga je mlajši sin Hormizd III. (vladal 457–459). Slednji se je v svoji kratki vladavini nenehno boril s starejšim bratom Perozom I., ki je imel podporo plemstva, in z Heftaliti v Baktriji. Leta 459 ga je ubil brat Peroz.
Na začetku 5. stoletja so Heftaliti (Beli Huni) skupaj z drugimi nomadskimi skupinami ponovno napadli Perzijo. Bahram V. in Jazdegerd II. sta jih na začetku odločilno porazila in jih pregnala nazaj proti vzhodu.  Huni so se konec 5. stoletja vrnili  in leta 483 premagali Peroza I. Po tej zmagi so Huni dve leti neprestano napadali in plenili dele vzhodne Perzije in zatem nekaj let pobirali visok davek.
Ti napadi so v kraljestvu povzročili nestabilnost in kaos. Peroz je znova poskusil pregnati Heftalite, toda na poti v Herat so njegovo vojsko Huni v puščavi ujeli v past in jo uničili. Peroz je v bitki padel. Heftaliti so po tej zmagi prodrli  naprej do mesta Herat in v cesarstvu povzročili  kaos. Sčasoma je iranskemu plemiču Suhri iz rodbine Karen uspelo vzpostaviti določeno stopnjo reda. Na perzijski prestol je postavil Balaša, enega od bratov Peroza I. Huni so ogrožali cesarstvo do vladavine Kozrava I.
Balaš (vladal  484-488)  je bil blag in velikodušen vladar,  ki je popuščal kristjanom, ni pa ukrepal proti  sovražnikom cesarstva, zlasti Belim Hunom.  Po štirih letih vladanja je bil pod pritiskom visokega plemstva  oslepljen in odstavljen. Nasledil ge je nečak Kavad I.
Kavad I. (vladal 488–531) je bil energičen in reformističen vladar. Podprl je sekto, ki jo je ustanovil Bamdadov sin Mazdak,  ki je zahtevala, naj bogati delijo svoje žene in bogastvo z revnimi. S sprejetjem doktrine mazdakitov je očitno nameraval  zlomiti vpliv magnatov in naraščajoče aristokracije.  Reforme so privedle do tega, da so ga odstavili  in zaprli v grad pozabe v Huzistanu. Leta 496 ga je nasledil mlajši brat Džamasp. Kavadu I. je kmalu uspelo pobegniti iz zapora in dobiti zatočišče pri heftalitskem kralju.
Džamaspa (vladal 496-498) je po odstavitvi Kavada I. ustoličilo perzijsko plemstvo. Bil je dober in prijazen kralj, ki je  znižal davke, da bi izboljšal položaj kmetov in revnih. Bil je tudi privrženec večinske zoroastrske religije, od katere se je  Kavad II. odmaknil in zato izgubil prestol in svobodo.  Džamaspova vladavina se je kmalu končala, ko se je Kavad I. na čelu velike vojske, ki mu jo je prepustil heftalitski kralj, vrnil v prestolnico cesarstva. Džamasp je odstopil s svojega položaja in vrnil prestol svojemu bratu. Po Kavadovi vrnitvi se Džamasp nič več ne omenja. Na splošno prevladuje mnenje, da je užival naklonjenost bratovega dvora.

### Druga zlata doba (498-622)
Druga zlata doba Sasanidskega cesarstva se je začela z drugo vladavino Kavada I. Kavad je s podporo Heftalitovj sprožil kampanjo proti Rimljanom. Leta 502 je zavzel Teodoziopol v Armeniji, vendar ga je kmalu zatem izgubil. Leta 503 je zavzel Amido na Tigrisu. Leta 504 je invazija Zahodnih Hunov s Kavkaza na Armenijo pripeljala do premirja, vrnitve Amide pod rimsko oblast in mirovnega sporazuma leta 506. Leta 521/522 je Kavad izgubil oblast nad Laziko, katere vladarji so svojo zvestobo preusmerili na Rimljane; enak poskus Ibercev leta 524/525 je  sprožil vojno med Rimom in Perzijo.
Rimsko ofenzivo na Nisibis leta 527 so Perzijci odbili in onemogočili rimska prizadevanja za utrditev položajev ob meji. Leta 530 je Kavad poslal vojsko pod Perozovim poveljstvom v napad na pomembno rimsko obmejno mesto Dara. Vojsko je zaustavil rimski general Belizar in jo v bitki pri Dari porazil, čeprav je bila številčno močnejša. Istega leta so rimske sile pod Sitasom in Dorotejem pri Satali premagale tudi drugo perzijsko vojsko pod poveljstvom Mihr-Mihroeja. Naslednje leto je perzijska vojska, okrepljena s kontingentom Lahmidov pod poveljstvom Al-Mundirja  III., v bitki pri Kaliniku porazila Belizarja. Leta 532 sta državi sklenili "večni" mir.  Kavadu ni uspelo otresti se jarma Heftalitov, a je kljub temu vzpostavil red v državi in se uspešno boril proti Bizantincem. Ustanovil je več mest, nekaj tudi s svojim imenom, in začel urejati davčni sistem in notranjo upravo. 
Kavada I. je nasledil in Kozrav I., znan tudi kot Anuširvan ("z nesmrtno dušo", vladal 531-579). Najbolj znan je po uvedbi racionalnega davčnega sistema,  ki je temeljil na popisu zemljiških posesti, ki ga je začel njegov oče. Kavad je na vse načine poskušal  povečati blaginjo in prihodke svojega cesarstva.  Pred njim so imeli veliki fevdalci svoje vojske z njihovo opremo, privržence in podpornike. Kozrav I. je razvil nove enote dehkanov (vitezov), ki sta jih opremljala in plačevala centralna vlada in birokracija, s čimer je poskušal vojsko in birokracijo tesneje povezati s centralno vlado kot z lokalnimi mogotci.
Bizantinski cesar Justinijan I. (vladal 527-565) je na račun  "večnega miru"  iz leta 532 plačal Kozravu I. 440.000 zlatnikov.  Kozrav je leta 540 sporazum prelomil in napadel Sirijo, oplenil Antiohijo in od več drugih mest izterjal velike vsote denarja. Sledili so še drugi uspehi: leta 541 je na perzijsko stran prestopila Lazika, naslednje leto pa se je pri Anglonu zalomila bizantinska ofenziva na Armenijo.  Istega leta se je Kozrav I. odzval vabilu laziškega kralja in obiskal Laziko, osvojil veliko bizantinsko trdnjavo v Petri in tam ustanovil svoj protektorat, s čimer je sprožil laziško vojno. Leta 545 je bil sklenjen petletni mir, ki je bil že leta 547 prekinjen. Lazika je ponovno zamenjala strani in z bizantinsko pomočjo izgnala perzijsko garnizijo.  Vojna se je nadaljevala, vendar je bila omejena samo na Laziko, ki je po sklenitvi miru leta 562 ostala pod bizantinsko oblastjo.
Justinijana I. je po njegovi smrti leta 565 nasledil Justin II. (vladal do leta 578), ki je sklenil prenehati plačevati davek arabskim poglavarjem v zameno za mir v bizantinski Siriji. Leto pred tem je perzijski guverner Armenije Čikor-Višnasp zgradil tempelj v Dvinu pri sodobnem Erevanu in usmrtil vplivnega člana Mamikojanove družine, s čimer je sprožil upor, ki je privedel do pokola perzijskega guvernerja in njegove osebne straže leta 571.  Upor je izbruhnil tudi v Iberiji. Justin II. je izkoristil upor Armencev in prenehal Kozravu I. plačevati letni davek  za obrambo prelazov na Kavkazu. 
Armenci so bili za Rimljane dobrodošli zavezniki. Na sasanidsko ozemlje so poslali vojsko, ki je leta 573 oblegala Nisibis.  Nesoglasje med bizantinskimi generali ni povzročilo samo opustitve obleganja, ampak so nato njih same oblegali v mestu Dara. Perzijci so osvojili Daro in izkoristili uspeh in opustošili Sirijo, zaradi česar je Justin II. pristal na plačilo letnega davka v zameno za petletno premirje  na mezopotamski fronti. Na drugih frontah se je vojna nadaljevala. 
Leta 576 je Kozrav I. vodil svoj zadnji pohod, ofenzivo na Anatolijo. Izropal je Sebastejo in Meliteno, potem pa se je pohod končal s katastrofo. Pred Meliteno so Perzijci med bizantinskim protinapadom utrpeli velike izgube in pobegnili čez Evfrat. Bizantinci so izkoristili nered v perzijski vojski  in vdrli globoko na Kozravovo ozemlje in celo izvedli  amfibijski napad  čez Kaspijskega jezera. Kozrav je zaprosil za mir in se po zmagi svojega generala Tamhozrava v Armeniji leta 577 odločil za nadaljevanje vojne v Mezopotamiji. Upor v Armeniji se je končal s splošno amnestijo in njeno vrnitvijo pod sasanidsko oblast.
Okoli leta 570 je polbrat  jemenskega kralja  Mard-Karib zaprosil Kozrava I., naj intervenira v Jemenu. Kozrav I. mu je v bližino sedanjega Adena poslal ladjevje in majhno vojsko pod Vahrizovim poveljstvom. Vojska se je od tam odpravila proti okupirani prestolnici Sana.  Spremljal jo je Mard-Karibov sin Saif, ki je nato v letih 575-577 vladal kot kralj. Sasanidi so južni Arabiji ustanovili svojo bazo, iz katere naj bi nadzirali pomorsko trgovino z vzhodom. Kraljestvo v južni Arabiji je kasneje zavrnilo sasanidsko nadoblast, zato je Kozrav I. leta 598 poslal tja novo odpravo, ki je uspešno priključila južno Arabijo kot sasanidsko provinco.  Perzijska oblast je trajala do obdobja težav po smrti Kozrava II.
Med vladanjem Kozrava I. je prišlo do vzpona dikanov (dobesedno vaški gospod), drobnega posestniškega plemstva, ki je postalo hrbtenica kasnejše sasanidske provincialne uprave in sistema pobiranja davkov. Kozrav I. je bil velik graditelj, ki je polepšal svojo prestolnico  in ustanovil več novih mest.  Obnovil je kanale in kmetije, uničene v vojnah. Na gorskih prelazih je zgradil močne utrdbe in ob mejah naselil podložna plemena, ki so jih branila pred napadalci.  Bil je strpen do vseh verstev, čeprav je odredil, da mora biti zoroastrstvo uradna državna vera. Kozrava I. ni pretirano motilo, ko je eden od njegovih sinov postal kristjan.
Kozrava I. je nasledil Hormizd IV. (vladal 579-590). Vojna z Bizantinci se je nadaljevala z nezmanjšano silo, dokler ni Hormizd po uporu leta 589 odslovil generala Bahrama Čobina. Naslednje leto so Hormizda v dvornem državnem udaru odstavili in na njegov položaj postavili njegovega sina Kozrava II. (vladal 590-628).  Generala  Bahrama zamenjava ni pomirila. Premagal je Kozrava  II. in ga prisilil, da je pobegnil na bizantinsko ozemlje, in sam zasedel prestol kot Bahram VI. Kozrav je za pomoč zaprosil bizantinskega cesarja Mavricija (vladal  582–602) in mu v zameno ponudil zahodni Kavkaz. Da bi utrdil zavezništvo, se je poročil z Mavricijevo  hčerko Mirjam.  Nova perzijsko-bizantinska vojske pod njegovim poveljstvom in poveljstvom  bizantinskih generalov Narsa in Ivana Mistakona je napadla Bahrana in ga v bitki pri Blaratonu leta 591 premagala. Kozrav je po zmagi izpolnil obljubo in Bizantincem prepustil zahodno Armenijo in Kavkaško Iberijo.
Nov mirovni sporazum je cesarstvoma omogočil preusmeritev vojaških zadev na druge fronte: Kozrav se je usmeril na vzhodno fronto, Mavricij pa je ponovno vzpostavil bizantinsko oblast na Balkanu.  Okoli leta 600 so Sasanidsko cesarstvo ponovno napadli Heftaliti in prodrli do Spahana v osrednjem Iranu. Začeli so kovati denar, ki se je zgledoval po Kozravovem denarju. Okoli leta 606/607 je Kozrav II. odpoklical Smbata IV. Bagratunija iz Perzijske Armanije in ga poslal v boj proti Heftalitom. Smbat je s pomočjo perzijskega kneza Datojeana izgnal Heftalite in izropal njihove posesti v vzhodnem Horasanu. Smbat naj bi v boju mož na moža ubil njihovega kralja.
Po Mavricijevi odstavitvi in umoru leta 602, je na prestol prišel Fokas. Kozrav II. je umor svojega dobrotnika izkoristil za pretvezo, da je začel nov  napad na Bizantinsko cesarstvo. Zaradi stalnih državljanskih vojn v njem je naletel na šibek odpor. Kozravovi generali so osvojili močno utrjena obmejna mesta v bizantinski Mezopotamiji in Armeniji in postavili temelje za širitev brez primere. Preplavili  so Sirijo in leta 611 osvojili Antiohijo.
Leta 613 sta perzijska generala Šarbaraz in Šahin pred Antiohijo odbila protinapad bizantinskega cesarja Heraklija in ga odločilno premagala.  Perzijci so neovirano napredovali in osvojili Jeruzalem (614), Aleksandrijo (619) in do leta 621 preostali del Egipta. Sasanidske sanje, da bi cesarstvo razširili do ahemenidskih meja, so se skoraj uresničile, Bizantinsko cesarstvo pa je bilo na robu propada.  Vzporedno s to izjemno širitvijo so doživljali razcvet perzijska umetnost, glasba in arhitektura.

### Propadanje in padec (622-651)
Kampanja Kozrava II. je bila v prvi fazi (od 602 do 622) uspešna, vendar je izčrpala perzijsko vojsko in finance. V prizadevanjih za napolnitev državne zakladnice je Kozrav  prebivalstvo pretirano obdavčil.  Ko je bilo njegovo cesarstvo na robu popolnega poraza, je Heraklij (vladal 610–641) izkoristil vse svoje moči, da bi uničil preostale vire Sasanidskega cesarstva. Reorganiziral je svojo vojsko in sprožil veliko in tvegano protiofenzivo. Med letoma 622 in 627 je vodil kampanjo proti Perzijcem v Anatoliji in na Kavkazu. Nanizal je več zmag proti perzijskim generalom  Šarbarazu, Šahini in Šaraplakanu, oplenil velik zoroastrski tempelj v Ganzaku in zagotovil pomoč Hazarov in Zahodnoturškega kaganata.
Kozrav se je na ofenzivo odzval z obleganjem Konstantinopla leta 626, v katerem so sodelovali tudi Avari in Slovani. Sasanidi pod Šarbarazovim poveljstvom so napadli z vzhoda z Bosporja, avarski in slovanski zavezniki pa z zahoda. Najbolj uspešna je bila slovanska vojska, perzijsko vojsko pa je blokiralo bizantinsko ladjevje. Obleganje se je končalo s porazom.  
Heraklij je pozimi 627/628 napadel Mezopotamijo in kljub odhodu hazarskih zaveznikov v bitki pri Ninivah premagal perzijsko  vojsko pod Rahzadovim poveljstvom. Po zmagi se je odpravil ob Tigrisu navzdol in opustošil deželo in izropal Kozravovo palačo v Dastagerdu.  Napad na Ktezifon mu je preprečilo uničenje mostov na kanalu Nahravan. Pred umikom v Dijalo v severozahodnem Iranu je izvedel še nekaj roparskih pohodov.
Heraklijeve zmage,  opustošenje najbogatejših delov Sasanidskega cesarstva in ponižujoče uničenje pomembnih ciljev, kot sta bila Ganzak in Dastagerd, so usodno spodkopali Kozravov  ugled  in podporo med perzijsko aristokracijo. Na začetku leta 628 ga je strmoglavil in umoril sin Kavad II. (vladal 628), ki je takoj končal vojno in pristal na umik z vseh okupiranih ozemelj. Leta 629 je Heraklij v veličastni slovesnosti v Jeruzalemu postavil pravi križ. Kavad II. je čez nekaj mesecev umrl, kar je sprožilo državljansko vojno. V naslednjih štirih letih je vladalo pet kraljev in cesarstvo je znatno oslabelo. Centralna oblast je prešla v roke generalov. Več let je trajalo, da se je po nizu državnih udarov ponovno pojavil močan kralj, Sasanidsko cesarstvo pa se ni nikoli več povsem opomoglo.
Na začetku leta 632 je na prestol prišel Jazdegerd III., vnuk Kozrava I., ki se je pred tem skrival v Istahru. Tisto leto so prišli na perzijsko ozemlje prvi napadalci iz arabskih plemen, ki jih je združil islam. Po Howard-Johnstonu so leta vojn izčrpala tako Bizantince kot Perzijce. Sasanidi so bili še bolj oslabljeni zaradi gospodarskega upada, velikih obdavčitev, verskih nemirov, toge družbene razslojenosti, vse večje moči provincialnih  posestnikov in hitrega menjavanja vladarjev, kar je še olajšalo islamsko osvajanje Perzije.
Sasanidi  se niso nikoli učinkovito uprli pritiskom prvih  arabskih vojsk. Jazdegerd III. je bil deček, prepuščen  na milost in nemilost svojim svetovalcem,  in ni mogel združiti prostrane države, ki se je razsula v majhna fevdalna kraljestva, čeprav so bili pod pritiskom Arabcev tudi Bizantinci in niso več ogrožali Perzije. Poveljnik kalifa  Abu Bakra Halid ibn Valid, nekoč eden od izbranih spremljevalcev preroka Mohameda in njegov poveljnik arabske vojske, je v nekaj bliskovitih napadih osvojil Irak. Od tam je junija 634 odšel na bizantinsko fronto v Sirijo. Njegov naslednik v Iraku je bil v bitki pri mostu leta 634 poražen. Arabska grožnja se s tem ni končala in se je kmalu ponovno pojavila kot disciplinirana vojska Halida ibn Valida.
Leta 637 je muslimanska vojska pod kalifom Omarjem ib al-Katabom na planoti Kadisija porazila veliko perzijsko vojsko pod poveljstvom generala Rostama Farohzada. Po zmagi je nadaljevala pohod proti Ktezifonu  in ga po daljšem obleganju osvojila.  Jazdegerd je pobegnil iz Ktezifona proti vzhodu in za seboj pustil večino bogate cesarske  zakladnice.  Številni sasanidski guvernerji so poskušali združiti svoje sile in odbiti napadalce, vendar so bila njihova prizadevanja neuspešna zaradi pomanjkanja močne centralne oblasti. V bitki pri Nihavandu so bili poraženi. Cesarstvo z neobstoječo vojaško poveljniško strukturo, zdesetkano plemiško vojsko, uničenimi finančnimi viri in delno uničeno kasto vitezov je bilo povsem nemočno pred arabskimi zavojevalci.
Ko je Jazdegerd III. izvedel za poraz pri Nihavandu,  je skupaj s Faruhzadom in nekaj  perzijskimi plemiči pobegnil v vzhodno perzijsko provinco Horasan, kjer ga je konec leta 651 iz koristoljubja umoril nek mlinar. Nekaj plemičev se je naselilo v Srednji Aziji, kjer so veliko prispevali k širjenju perzijske kulture in jezika v teh regijah ter k ustanovitvi prve domorodne iranske islamske dinastije Samanidov, ki je poskušala  oživiti sasanidsko izročilo. 
Nenaden padec sasanidskega imperija je bil končan v samo petih letih. Večino njegovega ozemlja je priključil islamski kalifat. Veliko iranskih mest se je večkrat uprlo in borilo proti napadalcem. Upore v mestih Rej, Isfahan in Hamadan so muslimani zatrli. Del lokalnega prebivalstva se je pod pritiskom spreobrnil v islam, ostali pa so kot nemuslimanski podložniki plačevali džizjo. Razen  tega je bil uveden tudi stari sasanidski zemljiški davek, v arabščini znan kot harač. Kalif Omar naj bi občasno ustanovil komisijo za nadzor davkov, da naj bi presodila, ali so višji, kot bi jih država lahko prenesla.

### Nasledniki Sasanidov
Domneva se, da so imele sasanidske prednike naslednje dinastije in plemiške rodbine:
- Dabujidi (642-760), potomci Džamaspa[79]
- Baduspanidi (665-1598), potomci Džamaspovega potomca Mazandarana[80]
- širvanski šahi (1100–1382), potomci Hormizda IV.[81]
- rodbina Munadžim (9.-10. stoletje), potomka sasanidskega princa Mihra Gušnaspa
- dekanska  rodbina Kamkarijan (9.-10. stoletje), potomka Jazdegerda III.
- Mikalidi (9.-11. stoletje), potomci sogdijskega vladarja Divaštiha, potomca Bahrama V.

## Vlada
Meje Sasanidskega cesarstva so se približno ujemale z mejami patrskega Arsakidskega cesarstva. Prestolnica cesarstva je bil Ktezifon v provinci Asuristan.  Vladarji  so se naslavljali šahinah (kralj kraljev), bili vrhovna oblast z neomejenimi pooblastili in varuhi svetega ognja, simbola nacionalne religije. Ta simbol je bil eksplicitno upodobljen na reverzu sasanidskih kovancev. Na obverzu je bil upodobljen vladajoči monarh s krono in pripadajočimi regalijami. Sasanidske kraljice so se naslavljale banbišan banbišin (kraljica kraljic).
Na manjših ozemljih so vladali številni mali vladarji iz plemiških družin, imenovani šardar, ki so bili neposredno podrejeni šahinšahu. V okrožjih provinc so vladali šahrabi in moubedi (glavni svečenik). Moubedi so se ukvarjeli predvsem s premoženjskimi in pravnimi zadevami. Za sasanidsko oblast je bila značilna znatna centralizacija,  ambiciozno načrtovanje mest, razvoj kmetijstva in tehnološke izboljšave. Za večino upravnih opravil je skrbela močna državna uprava.  Načelnik uprave se je imenoval  vuzurg framadar (vezir ali prvi minister). Zoroastrska duhovščina je imela v državni upravi ogromno moč.  Načelnik duhovniškega razreda magov  moubedan moubed, vrhovni komandant armade spahbed, načelnik sindikata trgovcev na debelo in trgovcev na drobno ho tohšan bod  in minister za poljedelstvo vastarjošan-salar so bili za kraljem kraljev najmočnejše osebnosti v sasanidski državi.
Sasanidski vladarji so vedno upoštevali nasvete svojih ministrov.  Muslimanski zgodovinar Masudi je nadvse hvalil "izvrstno administracijo sasanidskih kraljev, dobro organizirano policijo, skrb za podložnike in blaginjo njihovih domen". V normalnih obdobjih so bili državni položaji dedni in po kraljevi odločitvi prenešeni na mlajše sinove. V cesarstvu sta dvakrat vladali kraljici. Če vladar ni imel neposrednega naslednika, so novega vladarja imenovali plemiči in prelati, vandar je bila njihova izbira omejena na člane kraljeve družine.
Sasanidsko plemstvo je bilo mešanica partskih klanov, perzijskih aristokratov in plemiških družin z osvojenih ozemelj. Veliko novih plemiških družin je nastalo po razpustitvi Partske dinastije, medtem ko je nekaj od nekoč dominantnih sedmih partskih klanov obdržalo svoj visok položaj.  Na dvoru Ardaširja I. so imele časten položaj stare arsakidske družine iz Karenove in Surenove rodbine in več drugih družin, med njimi Varazi in Andigani. Ob teh iranskih in neiranskih plemiških družinah so imeli častne položaje na šahinšahovem dvoru tudi kralji Merva, Abaršarja, Kermana, Sakastana, Iberije in Adiabene. Obširne posesti Surenov, Karenov in Varazov so se vključile v  izvirno  sasanidsko državo kot skoraj neodvisne države. Plemiške družine na sasanidskem dvoru so nadaljevale svoje vladarske linije, čeprav so bile podrejene šahinšahu.
Na splošno so  najvišje položaje v državni administraciji, vključno z guvernerskimi v obmejnih provincah (marzaban), zasedali vuzurgani iz iranskih družin. Večina položajev je bila dedna in so več generacij pripadali isti družini.  Marzabani na najvišjih džavnih položajih so lahko imeli srebrn prestol, marzabani strateško najbolj pomemnih mejnih provinc, na primer Kavkaške, pa zlatega. Na vojnih pohodil so regionalne marzabane obravnavali kot na feldmaršale, manj pomembni spahbedi pa so lahko bili poveljevali poljski vojski.
Sasanidska družba je bila socialno razslojena. Razslojenost je podpiralo tudi zoroastrstvo, ki je imelo položaj državne religije.  Druga verstva so večinoma tolerirali, vendar je ta trditev sporna. Sasanidski cesarji so zavestno poskušali oživiti perzijsko izročilo in izbrisati grški kulturni vpliv.

### Vojska
Vojsko Sasanidskega cesarstva je ustanovil prvi šahinšah Ardašir I.,  ki je obnovil ahemenidske vojaške organizacije, obdržal model partske konjenice in uvedel nove vrste orožja in oblegovalnih tehnik. 

#### Vloga svečenikov
Povezave med svečeniki  in vojsko so igrale pomembno vlogo, ker je pojem Irana (Ērānshahr) oživila prav duhovščina.  Brez teh povezav bi Sasanidsko cesarstvo ne preživelo prvih obdobij svojega obstoja. V zoroastrstvu so se povezave med vojaki in  svečeniki ter državo in religijo šteli za neločljive, ko so nekatere stranke poskušale vsiliti svojo oblast drugim, pa so ravno te povezave povzročile slabitev cesarstva. Nesoglasja med duhovščino in vojaki so povzročila drobitev znotraj cesarstva, ki je privedla do njegovega propada.

#### Pehota
Glavnino sasanidske pehote so tvorili pajgani, ki so jih pogosto novačili iz kmečke populacije.  Na čelu vsake enote je bil častnik pajgan-salar (dobesedno poveljnik pehote). Glavna naloga pešakov je bila čuvanje vojaškega trena, služenje višjim častnikom, napadanje in spodkopavanje obzidij in utrjevanje obrambnih položajev.  Pešaki so bili oboroženi s ščiti in kopji.  Sasanidska armada je bila okrepljena z vojaki, ki so jih morali prispevati Medijci in Dejlemiti. Medijci so prispevali zelo izurjene kopjanike, pračarje in težko pehoto. Amijan Marcelin o sasanidski vojski piše, da je bila  "oborožena kot gladiatorji" in "ubogala ukaze kot konjski hlapci". Dejlemiti, ki so tudi služili predvsem kot pešaki, so bili iransko ljudstvo, ki je živelo večinoma v Gilanu, Iranskem Azerbajdžanu in Mazandaranu. Borili so se predvsem z meči, bodali in kopji in sloveli po tem, da so celo Rimljani spoštovali njihove veščine in žilavost v boju iz bližine. Eno od besedil omenja, da je v invaziji  na Jemen sodelovalo 800 Dejlemitov pod poveljstvom njihovega častnika Vahriza. Vahriz je porazil arabsko vojsko v Jemenu in prestolnico Sano priključil kot vazala k Sasanidskemu cesastvu. Sana je ostala vazal do arabske osvojitve Perzije.

#### Mornarica
Sasanidska vojna mornarica je bila pomemben del sasanidske armade odkar je Ardašir I. osvojil arabsko obalo Perzijskega zaliva. Mornarica je nadzirala gospodarsko pomembni  Perzijski zaliv,  branila trgovske ladje pred pirati, preprečevala rimske napade z morja in krotila arabska plemena. Veliko zgodovinarjev je prepričanih, da ni bila med najmočnejšimi, ker so v njej služili predvsem ujetniki in kaznjenci.  Komandant ladjevja se je imenoval nāvbed.

#### Konjenica
V sasanidski konjenici sta bili dve vrsti težkih konjeniških enot: klibanariji in katafrakti. Prvo so tvorili elitni plemiči, urjeni od otroštva za vojaško službo. Podpirala so je lahka konjenica, pehota in lokostrelci.  V to konjenico so bili vključeni tudi Turki, Kušani, Samaritani, Hazari, Gruzinci in Armenci. V drugi vrsti konjenice so bili tudi bojni sloni, usposobljeni za podporo konjenici. 
V nasprotju s Parti so Sasanidi razvili tudi napredne oblegovalne  naprave. Razvili so jim med vojnami z Rimljani, ki so obvladovali obleganje mest in utrdb. Razen tega so Sasanidi razvili tudi več tehnik za obrambo mest. Rimski zgodovinar Amijan Marcelin pravi, da so bili klibanariji  Šapurja II.  zelo težko opremljeni in da je bil s kopji  oborožen samo del konjenikov:
Vse čete so bile oblečene v železo. Vsi deli njihovih teles so bili prekriti z debelimi ploščami, nameščenimi tako, da so se gibljivi sklepi prilegali tistim na njihovih udih. Čelade so bile oblikovane po obrazih in tako spretno pritrjene na njihove glave, da so jih, ker je bilo njihovo celo telo pokrito s kovino, nanje padajoče puščice lahko zadele  le skozi drobne odprtine okoli zenic oči  ali skozi odprtino za dihanje na koncu nosu. Tisti,  ki so bili oboroženi s kopji, so stali tako negibno, da bi si mislili, da jih trdno držijo bronaste spone.
Konjeniki v sasanidski konjenci niso imeli stremen. Namesto njih so uporabljali vojaško sedlo z navzgor obrnjenim zadnjim delom in dve sponi, pritrjeni preko vrha konjenikovih stegen. Oboje je konjeniku omogočilo, da je med bitko ostal v sedlu, zlasti med nasilnimi spopadi.
Tudi bizantinski cesar Mavricij (vladal 582-602) v svojem Strategikonu omenja, da veliko sasanidskih težkih konjenikov ni oboroženih s  kopji,  ampak z loki.  Z reliefov Taq-e Bostanu in iz Al-Tabarijevega  sezname opreme vitezov  dihkanov  je razvidno, da je med opremo spadalo tudi kopje.  Oprema konjenikov je bila zagotovo zelo obsežna.
Za opremo in vzdrževanje enega samega težkega konjenika so bili potrebni dohodki majhnega posestva. Konjeniki iz viteške kaste asvaran (azatan)  so opremo prejeli od vladarja v zameno za obrambo dvora v času vojne.

## Odnosi s sosednjimi režimi

### Pogoste vojne z Rimljani in manj obsežne z drugimi
Sasanidi,  tako kot Parti, so bili v stalnih sovražnostih z Rimskim cesarstvom. Sasanidsko  in sosednje rivalsko Rimsko in za njim Bizantinsko cesarstvo sta bila več kot 400 let vodilni svetovni sili.  Po delitvi Rimskega cesarstva leta 395 je Bizantinsko cesarstvo s prestolnico Konstantinopel nadaljevalo vlogo glavnega zahodnega sovražnika Perzije in glavnega sovražnika sploh. Sovražnosti med imperijema so postale pogostejše. Obe cesarstvi sta bili tudi v stalnem konfliktu s sosednjimi kraljestvi in nomadskimi hordami. Grožnje nomadskih vpadov nikoli ni bilo mogoče v celoti rešiti, vendar so se Sasanidi  na splošno veliko bolj uspešno ukvarjali s temi vprašanji kot Rimljani, predvsem  zaradi svoje politike usklajenih kampanj proti grozečim nomadom.
Zadnja od številnih in pogostih vojn z Bizantinci, ki je trajala od leta 602 do 628 in vključevala tudi obleganje Konstantinopla, se je za oba nasprotnika končala z drastičnim izčrpanjem človeških in materialnih virov. Sasanidsko cesarstvo so dodatno znatno  izčrpali socialni konflikti v državi sami. Posledično je postalo ranljivo za nenaden pojav islamskega Rašidunskega kalifata, katerega vojske  so samo nekaj let po vojni napadle oba imperija. Muslimanske sile so hitro osvojile celotno Sasanidsko cesarstvo in v bizantinsko-arabskih vojnah Bizantinskemu cesarstvu odvzele ozemlja v Levantu, na Kavkazu, v Egiptu in severni Afriki. V naslednjih stoletjih je polovica Bizantinskega cesarstva in celotno Sasanidsko cesarstvo prišlo pod muslimansko oblast.
Na splošno se je sasanidsko ozemlje na zahodu ves čas naslanjalo na veliko in stabilno rimsko/bizantinsko  državo, na vzhodu pa so bili njegovi najbližji sosedje Kušansko cesarstvo in nomadska plemena, kot so bili Beli Huni. K obrambi vzhodnih provinc pred napadi nomadov je veliko pripomogla gradnja utrdb, kot sta bila citadela v Tusu v provinci Razavi Horasan ali mesto Nišapur, ki je kasneje postalo središče učenja in trgovine.
Na jugu in v osrednji Arabiji so v Sasanidsko cesarstvo tu in tam vpadala nomadska arabska plemena. Kot  varovalno ozemlje med Sasanidskim cesarstvom in beduinskimi plemeni je bilo ustanovljena vazalna kraljevina al-Hira. Razpustitev al-Hire med vladanjem Kozrava II. leta 602 je močno prispevala k odločilnim porazom Sasanidov kasneje v istem stoletju. 
Severne province Sasanidskega cesarstva so pogosto napadali Hazari in Zahodnoturški kaganat.  Leta 634 so oplenili Medijo. Kmalu zatem jih je perzisjska vojska porazila in izgnala.  Sasanidi so zgradili veliko trdnjav tudi na Kavkazu, med katerimi je verjetno najbolj opazna in veličastna trdnjava v Derbentu (Dagestan, Severni Kavkaz, zdaj del Ruske federacije). Trdnjava je ostala skoraj nedotaknjena do današnjega dne.
Na vzhodni obali Kaspijskega jezera so Sasanidi zgradili Veliki gorganski zid, dolg 200 km, ki je branil cesarstvo pred vpadi nomadov s severa, med njimi tudi Belih Hunov.

### Vojna z Aksumitskim kraljestvom
Leta 522, malo preden je na prestol prišel Kozrav I. (vladal 531-579), je skupina monofizitskih Aksumitov napadla dominantne  Himarite v južni Arabiji. Lokalni arabski vodja se je napadu zlahka uprl, a  je prosil za pomoč Sasanide,  medtem ko so Aksumiti za pomoč zaprosili Bizantince.  Aksumiti so čez Rdeče morje poslali novo vojsko, ki je tokrat ubila arabskega vodjo in za kralja regije postavili svojega moža.
Leta 531 je cesar Justinijan I. (vladal 527-565) predlagal, da bi jemenski Aksumiti presekali sasanidsko pomorsko trgovanje z Indijo. Etiopci niso njegove zahteve nikoli izpolnili, ker je aksumitski general Abraha prevzel oblast v Jemenu in ustanovil svoje neodvisno kraljestvo. Po Abrahovi smrti je eden od njegovih sinov izgnal svojega polbrata Ma'd-Kariba in sam zasedel jemenski prestol. Justinijan je Ma'd-Karibovo prošnjo za pomoč zavrnil, zato je Ma'd-Karib za pomoč zaprosil Kozrava I. Slednji je poslal na jug Arabije manjše ladjevje in vojsko pod Vahrizovim poveljstvom, ki naj bi odstavila novega jemenskega kralja. Po osvojitvi Sane je bil na prestol postavljen Ma'd-Karibov sin Saif. 
Justinijan se je nazadnje odzval na sasanidsko pomorsko prisotnost v Jemnu. Ker ni zagotovil podpore jemenskih Arabcev,  je Kozrav  lahko  pomagal Ma'd-Karibu in nato ustanovil Jemen kot vazalno  kneževino Sasanidskega cesarstva.

### Odnosi s Kitajsko
Sasanidi so nadaljevali aktivno zunanjo politiko svojih predhodnikov Partov do Kitajske in tja pogosto pošiljali svoje ambasadorje. Kitajski dokumenti poročajo o trinajstih perzijskih delegacijah. Kopenska in pomorska trgovina je bila pomembna za obe cesarstvi. Pomorsko trgovanje potrjuje veliko število perzijskih kovancev v južni Kitajski.
Sasanidski kralji so ob posebnih priložnostih na kitajski cesarski dvor pošiljali svoje najbolj talentirane glasbenike in plesalce. Med vladanjem dinastij Džin in Severni Wei v Luojang  in med vladanjem dinastij Sui in Tang v Čang'an. Obe cesarstvi sta imeli skupne interese v  trgovanju po Svilni cesti, zato sta jo skupaj vzdrževali in varovali. Sodelovali sta tudi pri varovanju drugih  trgovskih poti skozi osrednjo Azijo in gradili postojanke na obmejnih območjih, da bi varovale trgovce pred nomadskimi plemeni in razbojniki.
Več dokumentov dokazuje, da sta Perzija in Kitajska sklepali sporazume o zavezništvu proti skupnim sovražnikom Heftalitom. Nekaj zapisov kaže, da sta po vzponu nomadskih Gokturkov v Notranji Aziji cesarstvi sodelovali tudi pri razbijanju gokturškega  napredovanja. Dokumenti iz Mogha pričajo tudi  o prisotnosti kitajskega generala v službi sogdijskega kralja v času arabskih vpadov.
Po invaziji muslimanskih Arabcev na Iran so Peroz III., njegov sin Jazdegerd III. in nekaj perzijskih plemičev dobili zatočišče na kitajskem cesarskem dvoru.  Peroz in njegov sin Narseh (kitajsko neh-šie) sta dobila visoka dvorna naslova. Peroz je najmanj dvakrat, zadnjič verjetno leta 670, s pomočjo kitajske vojske poskušal ponovno priti na oblast v Iranu. Eden od poskusov se je verjetno končal s kratko Perozovo vladavino v Sakastanu, kar dokazujejo njegovi kovanci.  Narseh je dobil položaj poveljnika kitajske cesarske garde. Njegove potomce so sasanidski begunci, ki so se po arabski osvojitvi Irana naselili na Kitajskem, šteli za svoje prince. Na Kitajskem je takrat vladal cesar Gaozong iz dinastije Tang.

### Odnosi z Indijo
Po Ardaširjevi osvojitvi Irana in sosednjih pokrajin je Šapur I. razširil svojo oblast do severozahodne meje Indijske podceline. Pred tem svobodni zahodni Kušani, ki so vladali tudi v Afganistanu,  so bili prisiljeni sprejeti njegovo suverenost. Vzhodni Kušani so bili dejavni v Indiji. Čeprav je Kušansko cesarstvo konec 3. stoletja propadlo in ga je v 4. stoletju zamenjalo indijsko Guptsko cesarstvo, je jasno, da so Sasanidi v tem obdobju postali pomembna sila na indijskem severozahodu. 
Perzija in severozahodna Indija, ki je bila prej del Kušanskega cesarstva, sta v tem obdobju očitno  vzdrževali kulturne in politične stike, saj so se nekatere sasanidske prakse razširile na ozemlje Kušanov. Na Kušane je vplivalo zlasti sasanidsko pojmovanje kraljevstva, ki se je širilo s trgovanjem s sasanidskimi srebrnimi izdelki in tekstilom, na katerem so upodobljeni cesarji, ki lovijo ali delijo pravico. 
Zanimivo je, da ta kulturna izmenjava ni razširila sasanidskih verskih praks ali stališč do Kušanov. V tem obdobju so med Indijo in Perzijo potekale kulturne izmenjave tudi na nižji ravni. Perzijci so na primer iz Indije uvozili zgodnjo obliko šaha čaturang (srednjeperzijsko čatrang). V zameno so v Indijo izvozili  backgammon. 
Med vladanjem  Kozrava I. so iz Indije pripeljali veliko knjig in jih prevedli v srednjeperzijski jezik. Nekatere knjige so se pozneje znašle v islamski in arabski književnosti. Opazen je na primer prevod  indijske Pančatantre, ki ga je opravil  eden od Kozravovih ministrov. Prevod, znan kot Kalīlag ud Dimnag, se je kasneje prebil v arabsko književnost in Evropo.  Podrobnosti Borzujevega legendarnega potovanja v Indijo in njegove drzne pridobitve Pančatantre so v celoti podrobno opisane v Firduzijevi Knjigi kraljev (Šahname), ki pravi:
Borzuja je v indijskih knjigah prebral, da na gori v tej deželi raste rastlina, ki se posuje po mrtvem in mrtvi oživi.  Borzuja je prosil Kozrava I. za dovoljenje, da odpotuje v Indijo po omenjeno rastlino. Brezplodno iskanje ga je pripeljalo do asketa, ki mu je razkril skrivnost rastline: "rastlina" pomeni besedo, "gorska" učenost in "mrtvi" nevedneža. Borzuji je povedal za knjigo, zdravilo za nevednost, imenovano Kalila, ki je bila shranjena v kraljevi zakladnici. Indijski kralj je Borzuji dovolil branje Kalile pod pogojem, da je ne prepiše. Borzuja je pogoj sprejel, vendar si je vsak dan zapomnil po eno poglavje knjige. Ko se je vrnil v svojo sobo, je zapisal, kaj si je tistega dne zapomnil, in tako ustvaril prepis knjige, ki ga je poslal v Iran. V Iranu je Bozorgmer prevedel knjigo v pahlavi in na Borzujevo prošnjo po njem naslovil prvo poglavje.

## Družba

### Urbanizem in nomadstvo
Sasanidi so, v nasprotju s Parti, obnovili karizmatično in centralizirano vlado. Po sasanidski teoriji je lahko idealna družba ohranila stabilnost in pravičnost samo z močnim monarhom. Sasanidi so želeli postati urbano cesarstvo in bili v tem kar uspešni. V poznem sasanidskem obdobju je imela Mezopotamija največjo gostoto prebivalstva v srednjeveškem svetu. To je med drugim mogoče pripisati tudi temu, da so Sasanidi ustanovili ali ponovno ustanovili številna mesta, o čemer govori ohranjeno  srednjeperzijsko besedilo Šahrestānīhā ī Ērānšahr (Iranske provincialne prestolnice). Ardašir  I. je sam zgradil in obnovil  številna mesta, ki jih je poimenoval kar po sebi. Med slednjimi so bila mesta Veh-Ardašir  v Asuristanu,  Ardašir-Khwarrah v Parsu in Vahman-Ardašir v Mešanu. V sasanidskem obdobju so bila ustanovljena številna mesta z imenom Iran-khwarrah, ker so Sasanidi želeli oživiti avestsko ideologijo.
Mnoga mesta, tako nova kot stara, niso bila naseljena samo z domačimi etničnimi skupinami,  kot so bili Iranci in Sirci, ampak tudi z deportiranimi rimskimi vojnimi ujetniki, med njimi Goti, Slovani, Latinci in drugi. Med ujetniki so bili številni izkušeni obrtniki, ki so jih zaposlili za gradnjo mest, mostov in jezov. Sasanidi so se preko njih seznanili z rimskimi tehnologijami. Vpliv tujcev na gospodarstvo je bil velik. Med njimi je bilo veliko kristjanov, ki so pospešili širjenje krščansta po celem cesarstvu.
V nasprotju z obiljem podatkov o naseljenem prebivalstvu Sasanidskega cesarstva je o nestalno naseljenih nomadih znanega zelo malo.  Znano je, da so jih Sasanidi imenovali Kurdi in da so redno služili sasanidski vojski, zlasti Dajlamiti in Gilani. Takšen odnos do nomadov se je nadaljeval tudi v islamskem obdobju, v katerem so Dajlamiti in Gilani v nezmanjšani meri služili  v cesarski vojski.

### Šahinšah
Glava Sasanidskega cesarstva je bil šahinšah (kralj kraljev) ali preprosto šah (kralj). Zelo pomembno je bilo njegovo zdravje in dobro počutje, zato so ga nagovarjali z "bodi nesmrten". Na sasanidskih kovancih, kovanih v 6. stoletju in kasneje, sta prikazana luna in sonce, ki po besedah iranskega zgodovinarja Touraja Darjaeja "kažeta, da je bil kralj središče sveta in da sta se sonce in luna vrtela okoli njega". Bil je  "kralj štirih strani sveta", kar je bila stara mezopotamska zamisel. Kralj je vzvišeno gledal na vse druge vladarje – rimske, turške in kitajske. Nosil je pisana oblačila, težko krono in brado, okrašeno z zlatom. Zgodnji sasanidski kralji so se imeli za vladarje božanskega porekla in se naslavljali z baj (božanski).
V javnosti je bil skrit za zaveso in imel pred seboj nekaj svojih mož, ki so odrivali množico in mu utirali pot. Ko je nekdo prišel h kralju, se je od njega pričakovalo, da bo pred njim globoko priklonil (proskineza).  Kraljeva dvorna straža se je imenovala puštigban. Ob drugih priložnostih je kralja zaščitila druga skupina dvorskih stražarjev, imenovana darigan. V obeh skupinah so bili samo člani kraljeve družine. Poveljeval jima je hazarbed, ki je bil zadolžen za kraljevo varnost, nadziral vhod v kraljevo palačo in kralju predstavljali obiskovalce. Lahko je bil tudi vojaški poveljnik in kraljev posrednik. Med  Nauruzom (iransko novo leto) in Mehreganom (dan boga Mitre) je imel kralj govor. 

### Razredna delitev
Sasanidska družba je bila izredno kompleksna in imela več sistemov družbene organizacije, ki so jim vladale različne skupine ljudi. Zgodovinarji menijo, da so družbo sestavljali štirje družbeni razredi:
- duhovščina (asronan)
- vojska (artešteran)
- podložniki (vasterjošan)
- umetniki (hutuhšan)

V središču kastnega sistema je bil šah, ki je vladal vsemu plemstvu. Kraljevi princi, mali vladarji, veleposestniki  in duhovščina so bili privilegiran družbeni sloj, opredeljen kot vuzurgan (plemstvo). Zdi se, da je bil ta družbeni sistem precej tog.
Sasanidski sistem kast je preživel cesarstvo in se nadaljeval v zgodnjem islamskem obdobju.

### Suženjstvo
Masovno suženjstvo se ni v Iranu nikoli prakticiralo. Delno zasužnjenim prebivalcem, na primer vojnim ujetnikom, se je pogosto bolje godilo kot svobodnim podložnikom. V Perziji se je naziv suženj uporabljal tudi za dolžnike, ki so morali del svojega časa služiti v ognjenem templju.
Najpogostejši sužnji v Sasanidskem cesarstvu so bili hišni služabniki na zasebnih posestvih in v ognjenih templjih. Na domovih so bile pogoste sužnje, povsem podrejene gospodarju, s katerimi je lahko imel tudi otroke. Sužnji in sužnje so prejemali plače in so lahko imeli svoje družine. Poškodovanje sužnja je veljalo za kaznivo dejanje, ki ga ni smel storiti niti kralj.
Gospodar je sužnja lahko osvobodil, kar se je ne glede na sužnjevo versko prepričanje štelo dobro dejanje. Suženj je lahko bil osvobojen tudi po gospodarjevi smrti.

## Kultura

### Izobraževanje
V prestolnici cesarstva je bila tako imenovana Velika šola, v kateri je na začetku lahko študiralo samo 50 študentom. V manj kot 100 letih se je vpis v Veliko šolo  povečal na več kot 30.000 študentov.

### Družba
Pripadnost družbenem razredu je temeljila na rojstvu. Izjemne posameznike je bilo mogoče na podlagi zaslug dvigniti v višji družbeni razred. Funkcija kralja je bila zagotoviti, da je vsak razred ostal v svojih pravnih okvirih, da močni niso zatirali šibkih in šibki močnih. Bistvena kraljeva pravica in dolžnost je bila ohranjanje tega socialnega ravnovesja, za njegovo učinkovito delovanje pa je bilo potrebno poveličevanje monarhije nad vsemi drugimi družbenimi skupinami.
Na nižji ravni je bila sasanidska družba razdeljena na svobodnjake (azatan), ki so ljubosumno čuvali svoj status kot potomci starodavnih arijskih osvajalcev, in množico nearijskih kmetov. Azatani so tvorili  obsežno nižje plemstvo nižjih uradnikov in večinoma živeli na majhnih posestvih. Azatani  so tvorili hrbtenico konjenice sasanidske vojske.

### Umetnost, znanost in književnost
- Skleda s podobo Kozrava I. v sredini
- Konjska glava, pozlačeno srebro, 4. st., sasanidska umetnost
- Sasanidski srebrn pladenj s podobo simurga, mitološkega ptiča, ki se je v sasanidskem bdobju uporabljal kot kraljev simbol[123]
- Sasanidski srebrn ščit s podobo leva
- Sasanidski srebrn pladenj, ki prikazuje kraljev lov na leva
- Sasanidska srebrna vaza z dekoracijo vinske trte in trgatve
- Sasanidska svilena tkanina s simurgom in kroglicami okoli njega, 6.–7. st.; iporabljali so jo pri verskih obredih; Saint Len, Pariz

Sasanidski kralji so bili pokrovitelji pismenosti in filozofije. Kozrav I. je imel tudi dela Platona in Aristotela, prevedena v pahlavi. Jezika se je naučil na Akademiji Gundišapur in dela tudi prebral. Med njegovo vladavino so bile zbrane številne zgodovinske kronike, od katerih se je ohranila samo Karnamak-i Artaxshir-i Papakan (Ardašhirjeva dejanja), mešanica zgodovine in romance, ki je služila kot podlaga za iranski nacionalni ep Šahname (Knjiga kraljev). Ko je Justinijan I. zaprl šole v Atenah, je sedem atenskih profesorjev pobegnilo v Perzijo, kjer so našli zatočišče na Kozravovem dvoru. V sporazumu, ki ga je Kozrav sklenil z Justinijanom I., je določil, da se  mora grškim modrecem omogočiti vrnitev in se jih ne sme preganjati.
Pod Kozravom I. je bila v 5. stoletju ustanovljena Akademija Gundišapur in postala "največje intelektualno središče tistega časa". Učenci in učitelji na akademiji so bili z vseh koncev sveta. Nestorijanski kristjani so tja prinesli sirske prevode grških del s področja medicine in filozofije. Na Gundishapurju so se zbrala tudi spoznanja indijske, perzijske in sirske medicine in akademija je postala cvetoča šola zdravilstva.
V sasanidskem obdobju je nastalo nekaj največjih umetnin  iranske civilizacije. Veliko tega je kasneje postalo znano kot islamska kultura, vključno z arhitekturo in književnostjo, čeprav je izviralo iz perzijske kulture. Sasanidsko cesarstvo se je na svojem višku raztezalo od zahodne Anatolije  do severozahodne Indije (zdaj Pakistan), njegov vpliv pa je segal daleč preko njegovih političnih meja. Sasanidski motivi so našli pot v umetnost Srednje Azije, Kitajske, Bizantinskega cesarstva in celo Merovingov  v Franciji. Islamska umetnost je bila v resnici sasanidska umetnost, katere koncepte je asimilirala in ji hkrati vdihnila novo življenje in moč.  Will Durant o tem pravi:
Sasanidska umetnost je svoje oblike izvozila na vzhod v Indijo, Turkestan in Kitajsko in na zahod v Sirijo, Malo Azijo, Konstantinopel, Balkan, Egipt in Španijo. Njen vpliv je verjetno pripomogel spremeniti klasično grško umetnost  v bizantinsko, v latinsko-krščanski umetnosti pa prehod z lesenih stropov na opečnate ali kamnite oboke, kupole in podprte  zidove.
Sasanidske rezbarije v Taq-e Bostanu in Nakš-e Rostamu so bile pobarvane, tako kot v palačah. Na žalost je od poslikav ostalo samo nekaj sledov. Iz književnosti je razvidno, da je  sasanidskem obdobju slikarska umetnost cvetela: prerok Mani je ustanovil slikarsko šolo, Firduzi govori o perzijskih mogotcih, ki so svoje dvorce okrasili s slikami iranskih junakov, pesnik al-Buhturi pa opisuje freske v palači v Ktezifonu. Ko je sasanidski kralj umrl, je bil na dvor pozvan najboljši slikar tistega časa, da bi naslikal njegov portret za zbirko v kraljevi zakladnici.
Slikarstvo, kiparstvo, lončarstvo in drugi so pri krašenju delili motive s sasanidsko  tekstilno umetnostjo. Svila, vezenine, brokat, damast, tapiserije, prevleke za pohištvo, nadstreški, šotori in odeje so bili tkani s potrpežljivostjo in mojstrsko spretnostjo in pobarvani v toplih odtenkih rumene, modre in zelene barve. Vsak Perzijec, tudi kmet in svečenik,  se je prizadeval oblačiti lepše kot je bilo njegovemu stanu primerno. V darilih so bila pogosto razkošna oblačila. Velike pisane preproge  so bile na vzhodu od asirskih časov znak bogastva. Ohranila sta se dva ducata sasanidskih tkanin, ki spadajo med najbolj dragocene obstoječe tkanine. Sasanidske tkanine so občudovali in posnemali v Egiptu in na Daljnem vzhodu, v srednjem veku pa so vanje oblačili relikvije krščanskih svetnikov. Ko je cesar Heraklij zasedel palačo Kozrava II. v Dastagerdu, so bile njegov najdragocenejši plen nežne vezenine in ogromno preprog. Med najdragocenejšimi je bila "Zimska preproga", znana tudi kot "Kozravova pomlad", last Kozrava Anuširvana. Na preprogi so bili pomladni in poletni motivi, ki naj bi kralju pomagali pozabiti zimo:  cvetje in sadje iz  rubinov in diamantov, srebrne poti in potoki iz biserov na zlati podlagi. Harun al-Rašid je bil zelo ponosen na svojo veliko sasanidsko preprogo, bogato okrašeno z dragulji. Perzijci so o svojih preprogah pisali celo ljubezenske pesmi.
Študije sasanidske zapuščina kažejo na več kot 100 vrst kron, ki so jih nosili kralji. Različne krone kažejo na kulturno, gospodarsko, družbeno in zgodovinsko stanje v posameznem obdobju. Krone kažejo tudi značajske lastnosti kraljev v tem obdobju. Različni simboli in znaki kot so luna, zvezde, orli in palme kažejo na uporabnikovo vero in prepričanje.
Sasanidska dinastija, kot pred njimi Ahemenidska, je izvirala iz Perzije (pokrajina Pars ali Fars). Sasanidi so se imeli za naslednike Ahemenidov po vmesnem helenističnem in partskem obdobju  in verjeli, da je njihovo poslanstvo obnoviti veličino Perzije.
V oživljanju ahemenidske preteklosti niso bili zgolj posnemovalci. Sasanidska umetnost razkriva presenetljivo zrelost in ima v nekaterih pogledih ključne značilnosti kasnejše islamske umetnosti. Elemente tradicionalne perzijske umetnosti je kombinirala s helenističnimi elementi in vplivi. Aleksander Veliki je bil po osvojitvi Irana zaslužen za širjenje helenistične umetnosti v Zahodno Azijo. Vzhod je to umetnost navzven sprejel, vendar se z njo ni nikoli  poistovetil. Helenistična umetnost se je že v partskem obdobju posnemala po celem Bližnjem vzhodu, sasanidska umetnost pa je bila ves čas odziv nanjo. Obudila je tradicionalne perzijske oblike, ki so v islamskem obdobju dosegle obalo Sredozemlja.  Fergusson o tem pravi:
S prihodom Sasanidov si je Perzija povrnila velik del moči in stabilnosti, ki sta ji bili  že dolgo neznani ...  oživitev likovne umetnosti kaže na vrnitev blaginje in varnosti, ki je bila neznana od padca Ahemenidov.
Ohranjene  palače kažejo razkošje, v katerem so živeli vladarji. Mednje spadajo palače v Firuzabadu in Bišapurju v Parsu ter glavnem mestu Ktezifon v provinci Asuristan v sedanjem Iraku. Sasanidska arhitektura nima samo lokalnih ampak tudi partske značilnosti. Za vse so značilni ivani, sodčasti oboki, uvedeni v partskem obdobju. V sasanidski dobi so ivani dosegli velike razsežnosti, zlasti v Ktezifonu. Lok velike obokane dvorane, ki se pripisuje Šapurju I. (vladal 241-272), je dolg več kot 24 metrov in visok 36 m. Ta veličastna zgradba je privlačila arhitekte več naslednjih stoletij in veljala za enega najpomembnejših zgledov perzijske arhitekture. 
Mnogo palač je imelo notranjo sprejemno dvorano s kupolo. Perzijci so problem gradnje okrogle kupole na kvadratni stavbi rešili tako, da so čez vogale kvadrata zgradili polkrožne loke in ga s tem pretvorili v osmerokotnik,  na katerega je bilo enostavno postaviti kupolo. Dvorana v Firuzabadu je najstarejši ohranjeni primer rabe polkrožnih lokov in kaže, da so to tehniko razvili verjetno prav v Perziji.
Edinstvena značilnost sasanidske arhitekture je značilna raba prostora. Sasanidski  arhitekt je pri načrtovanju zgradbe upošteval njeno maso in površino. Načrtoval  je masivne zidove  iz opeke, okrašene z ulitimi in izklesanimi štukaturami. Na panelih so v rondelah upodobljene živali, doprsni človeški kipi ter  geometrični vzorci in rastlinski motivi.
V Bišapurju je bilo nekaj palač okrašenih s talnimi mozaiki s prizori pojedin. Mozaiki jasno  kažejo na rimski vpliv. Nekatere so verjetno ustvarili prav rimski vojni ujetniki. Stavbe  so bile okrašene tudi s stenskimi poslikavami. Najlepše so odkrili na gori Kajeh v Sistanu.

## Gospodarstvo
Ker je bila večina iranskega prebivalstva kmečkega stanu, je sasanidsko gospodarstvo temeljilo predvsem na poljedelstvu in živinoreji. Kmetijsko najpomembnejši provinci sta bili Huzistan in Irak. Eden od največjih sasanidskih namakalnih sistemov je tvoril kanal Nahravan. Nekaj ostankov namakalnih sistemov je v Iranu še vedno mogoče najti. V goratih predelih cesarstva so se lokalni nomadi ukvarjali z gozdarstvom. Centralizirana državna uprava je omogočala uvedbo davkov tudi nomadom in prebivalcem gora. Med vladavino Kozrava I. je pod državno upravo prišla še vsa preostala zemlja.
V sasanidskem obdobju sta bili v rabi dve veliki trgovski poti: na severu vsem znana svilna pot in na jugu manj pomembna obalna cesta ob Perzijskem zalivu. Tovarne v Susi, Gundešapurju in Šuštarju so bile znane po proizvodnji svilenih tkanin in so konkurirale kitajskim tovarnam. Sasanidi so bili zelo strpni do podeželskega prebivalstva, od katerega so bili odvisni v obdobjih lakote.

### Industrija in trgovina
Perzijska industrija se je pod Sasanidi razvila z zasebne na urbano raven. Nastali so številni cehi. Dobro varovane dobre ceste in mostovi in državne trgovske postaje so omogočili, da so trgovske karavane povezale Ktezifon z vsemi provincami cesarstva in pristanišči v Perzijskem zalivu, kar je pospešilo trgovanje z Indijo. Sasanidski trgovci od blizu in daleč so kmalu izrinili Bizantince z donosnih trgovskih poti proti Indijskemu oceanu.  Nedavna arheološka odkritja so razkrila, da so sasanidski trgovci svoje blago označevali s posebnimi etiketami, ki so promovirale njihovo blagovno znamko in označevale različne kakovosti.
Kozrav I. je že tako široko trgovsko mrežo še bolj razširil. Sasanidska država je začela težiti k monopolnemu nadzoru trgovanja. V trgovanju je vedno večji delež dobivalo luksuzno blago. S trgovanjem in urbanizacijo so bile povezane tudi gradnje pristanišč, karavanserajev, mostov in drugih zgradb. Perzijci so v času Kozrava I. kljub močni konkurenci Bizantincev dominirali v mednarodni trgovini v Indijskem oceanu, Srednji Aziji in južni Rusiji. Sasanidska naselja v Omanu in Jemnu pričajo o pomembnosti trgovine z Indijo, trgovina s kitajsko  svilo pa je bila v rokah sasanidskih vazalov Sogdijcev.
Glavno sasanidsko izvozno blago je bila svila, volnene in zlate tkanine, preproge, nestrojene kože in usnje in biseri iz Perzijskega zaliva.  Med tranzitno blago iz Kitajske sta spadala papir in svila, iz Indije pa začimbe, za katere so pobirali carino in jih izvažali v Evropo.
V sasanidskem obdobju se je zelo povečala proizvodnja kovinskih predmetov, tako da je Iran zaslovel kot orožarna Azije. Večina rudarskih središč je bila na robu cesarstva - v Armeniji, na Kavkazu in predvsem v Transoksaniji. Izredna mineralna bogastva v Pamirju na vzhodu Sasanidskega cesarstva so med iranskimi Tadžiki ustvarila legende, ki so še žive in se še pripovedujejo. Legende pravijo, da se je bog med ustvarjanja sveta spotaknil ob Pamir in iz rok izpustil vrč mineralov, ki so se raztresli po vsej regiji.

## Religija

### Zaratustrstvo
V partskem obdobju (247 pr. n. št.–224) se je zaratustrstvo razdrobilo na regionalne različice. Pojavljati so se začeli tudi lokalni kulti in božanstva, nekateri iz iranskega verskega izročila, drugi pa tudi iz grškega. Ko je Aleksander Veliki osvojil cesarstvo od Dareja III., se je začel proces grško-perzijskega verskega in kulturnega spajanja, ki se je nadaljeval v partskem obdobju. Pod Sasanidi je oživelo ortodoksno zaratustrstvo in religija je doživela številne in pomembne spremembe.
Sasanidsko zaratustrstvo naj bi se reformiralo tako, da bi bilo povsem skladno z Avesto,  svetimi spisi zaratustrstva. Sasanidska zaratustrska duhovščina je pozneje religijo spremenila tako, da je služila njej, kar je povzročilo precejšen verski nemir. Sasanidska verska politika je prispevala k razcvetu številnih verskih reformnih gibanj, predvsem manizma in mazdaizma.
Odnosi med sasanidskimi kralji in religijami v njihovem cesarstvu so postali zapleteni in raznoliki. Pod kasnejšimi kralji, kot je bil Bahram II., so bile verske manjšine včasih zatirane, medtem ko je Šapur II. je dopuščal vse verske manjšine, razen kristjanov, ki jih je začel preganjati po Konstantinovi spreobrnitvi v krščanstvo.

#### Tansarjev zagovor upora Ardaširja I.
Ortodoksno perzijsko usmerjeno zaratustrsko izročilo je imelo pomembno vlogo v utrjevanju in legitimiranju oblasti od samega začetka sasanidske vladavine leta 224 do njenega propada sredi 7. stoletja. Ko je Ardašir I. odstavil zadnjega partskega kralja Artabana V., je poiskal pomoč Tansarja, herbada (velikega svečenika) iranskih zaratustrov, ki mu je pomagal legitimirati novo dinastijo. Tansar je pisal nazivnim  in vazalnim kraljem v različnih regijah Irana, naj  Ardaširja I. sprejmejo za svojega novega kralja. Zlasti pomembno je bilo Tansarjevo pismo, naslovljeno na  Gušnaspa, vazalnega kralja Tabaristana. Gušnasp je Ardaširja I. obtožil, da je z uzurpacijo prestola prelomil tradicijo in da so njegova dejanja, "čeprav so bila morda dobra za svet, slaba za vero". Tansar je te obtožbe ovrgel s trditvijo, da niso bili vsi stari običaji dobri in da je Ardašir krepostnejši od svojih predhodnikov. V pismu je bilo tudi nekaj napadov na verske običaje in usmerjenost Partov, ki niso sledili ortodoksnemu zaratustrskemu izročilu ampak heterodoksnemu. Ardaširjev upor proti njim je poskušal utemeljiti s trditvijo, da je zaratustrstvo propadlo po Aleksandrovi invaziji. Razpadanje se je nadaljevalo tudi pod Parti, zato ga je treba obnoviti.
Tansar je kasneje nadziral ustanavljanje enotne 'zaratustrske cerkve' pod nadzorom perzijskih magov in urejanje enotne zbirke avestskih besedil, ki jih je nato sam odobril in podpisal.

#### Kartir
Kartir je bil zelo močan in vpliven perzijski  klerik, ki je služil pod več sasanidskimi vladarji in aktivno spremljal vzpostavljanje  ortodoksnega zaratustrstva po celem cesarstvu s središčem v Parsu. Njegova moč in vpliv sta bila tako velika, da je postal edini 'navadni' državljan, ki mu je bilo dovoljeno, da po kraljevsko izkleše lastne skalne napise. Pod Šapurjem I. je Kartir dobil absolutno oblast nad duhovščino na kraljevem dvoru in v celem cesarstvu. Vsa regionalna zaratustrska duhovščina je bila prvič v zgodovini podrejena duhovščini v Parsu. 
Kartir je bil do neke mere ikonoklast, ki si je zadal nalogo, da bo po celem Iranu postavil številne Bahramove ognjene templje namesto baginov/ajazanov, ki so vsebovali podobe in idole kultnih božanstev in so se razširili v partskem obdobju. V svoji doktrinarni ortodoksnosti je med običajnimi ljudmi spodbujal nejasen zaratustrski koncept, znan kot hvedodah - sklepanje zakonskih zvez znotraj družine, se pravi med brati, sestrami in bratranci. V različnih obdobjih svoje dolge kariere na kraljevem dvoru je nadziral občasno preganjanje ne-zoroastrijcev v Iranu in med vladanjem Bahrama I. dosegel usmrtitev preroka Manija. Med vladanjem Hormizda I., predhodnika in brata Bahrama I., je bil Kartir nagrajen z novim zaratustrskim naslovom ofmobad, ki se je štel za višjega od vzhodnoiranskega (partskega) naslova herbad.

#### Reformi zaratustrskega koledarja
Perzijci so že dolgo poznali egipčanski koledar s 365 dnevi, razdeljenimi na 12 mesecev, vendar so uporabljali zaratustrski koledar z 12 meseci po 30 dni. Med vladanjem Ardaširja I. so si prizadevali uvesti natančnejši zaratustrski koledar in letu dodali pet dni. Ti dnevi so se imenovali gatha in so imeli tako posveten kot verski pomen. Duhovščina se je zaradi spoštovanja izročila še vedno držala starega zaratustrskega koledarja. Reforma koledarja je povzročila nekaj težav, zlasti zaradi vsakoletnega zamika pomembnih zaratustrskih praznovanj, kot sta bili Hamaspat-medaja in Nauruz (Novo leo). Zmeda je pri navadnih ljudeh očitno povzročila tako veliko stisko,  da je večina prebivalstva še naprej upoštevala tradicionalni koledar, kar je povzročilo veliko zmede in trenj med laiki in vladajočim slojem. Pogosto se je namreč zgodilo, da je praznovanju po enem koledarju takoj sledilo isto praznovanje po drugem, zato je bil kasneje   sklenjen kompromis, ki je zaporedna praznovanja povezal v šestdnevna praznovanja. Izjema je bil Nauruz.
Nauruz je bil izjema zato, ker se je začel s spomladanskim enakonočjem, po novem koledarju pa se je premaknil v obdobje med spomladanskim in jesenskim enakonočjem. Neskladja so se verjetno dogajala tudi v partskem obdobju.
Druga reforma koledarja se je zgodila v poznem sasanidskem obdobju, ker od reforme Ardaširja I. ni bilo nobenega vrivanja dodatnih dni. Koledar je bil vsako leto prekratek za četrtino dneva. Zaratustrsko sveto leto je počasi drselo nazaj, tako da se je Nauruz pomaknil na konec julija. Sklican je bil velik posvet na katerem so sklenili, da se Nauruz premakne na svoj prvotni položaj, kakršnega je imel pod Ahemenidi, se pravi na pomlad. Sprememba se je zgodila verjetno med vladanjem Kavada I. v zgodnjem 6. stoletju. Zdi se, da je bila reforma izpeljana predvsem zaradi pomladi in ne zaradi praznovanj.

#### Trije veliki ognji (ognjeni templji)
Regionalno rivalstvo in pristranskost, ki naj bi jo Sasanidi gojili do svojih predhodnikov Partov, sta povzročila promoviranje dveh velikih ognjenih templjev, prvega v Parsu (Adur Farnbag) in drugega v Mediji (Adur Gušnasp), ki naj bi konkurirala svetemu ognju v Partiji (Adur Burzen-Mehr). Slednji je bil z legendo povezan z Zaratustro in prvim zaratustrskim kraljem Vištaspom in zato preveč svet, da bi ga perzijski magi povsem prenehali častiti.
V času Sasanidov so začeli tri velike zaratustrske ognje (templje) povezovati z različnimi združenji: Adur Farnbag v Parsu z magi, Adur Gushnasp v Mediji z vojaki in Adur Burzen-Mehr v Partiji z malimi posestniki, kmeti in pastirji.
Adur Gušnasp je sčasoma postal cilj romanja novih vladarjev po njihovem kronanju. Zdi se, da so v sasanidskem obdobju vsi trije veliki templji postali osrednja zaratustrska romarska središča.

#### Ikonoklazem in dvig srednje perzijščine nad druge iranske jezike
Zgodnji Sasanidi so prepovedali uporabo kultnih podob pri bogoslužju, zato so bili iz številnih templjev odstranjeni kipi in idoli in namesto njih prižgani sveti ognji. V  nekaterih obdobjih se je ta politika razširila tudi na neiranske dele cesarstva. Hormizd I. naj bi v Armeniji uničil celo kipe, postavljene mrtvim, sicer pa so odstranili samo kultne kipe. Sasanidi so še naprej uporabljali kipe zaratustrskih božanstev, vključno s Ahuro Mazdo, uvedenem v selevkidskem obdobju.
V zgodnjem sasanidskem obdobju so bili kraljevi skalni napisi pogosto napisani v partskem, srednjeperzijskem in grškem jeziku. Zadnji napis v partskem jeziku je iz obdobja Narseha, sina Šapurja I., potem pa so se Sasanidi očitno odločili, da bodo kot edini uradni jezik v Iranu uvedli perzijščino in prepovedali pisati v partščini. Odločitev je imela pomembne posledice za zoroastrstvo, ker  se je vsa sekundarna književnost, vključno z Zendom, začela pisati samo v srednjeperzijskem jeziku.

#### Razvoj zaratustrske književnosti in bogoslužja
Nekateri strokovnjaki za zaratustrstvo, kot je Mary Boyce, domnevajo, da se je glavni zaratustrski obred  jasna v času Sasanidov podaljšal, "da bi se povečala njegova  impresivnost". Zdi se, da so to naredili tako, da so Gatam, ki so tvorile jedro obreda jasna, pridružili haomo. Razen tega  so razvili še en daljši obred, znan kot visperad, ki je izhajal iz razširjene jasne. Visperad je bil razvit za praznovanje sedmih svetih dni obveznosti (Gahambars plus Nauruz) in bil posvečen Ahura Mazdi.
Medtem ko so se najzgodnejši zaratustrijanci izogibali pisanju kot obliki demonske prakse, so bili v času Sasanidov prvič zapisani tako srednjeperzijski Zend kot obsežna sekundarna zaratustrska književnost. Veliko zaratustrskih besedil je bilo izvirnih del iz sasanidskega obdobja. Morda najpomembnejše delo je bil Bundahišn - mitska zaratustrska zgodba stvaritvi sveta. V tem obdobju je bilo v srednjeperzijski jezik prevedeno veliko starejših del, tudi antičnih, in del v drugih iranskih jezikih. Pomembni deli Draht-i Asurig (Asirsko drevo) in Ayadgar-i Zareran (Zarterjevi podvigi) sta bili verjetno prevedeni iz partskih izvirnikov.
Za zaratustrstvo je bilo zelo pomembno, da so Sassanidi razvili avestski alfabet, ki je prvič omogočil natančen zapis Aveste tudi v izvirnem jeziku in fonologiji. Alfabet  je temeljil na pahlavijskem, vendar je imel 46 črk in bil zelo primeren za pisanje aktualnega pogovornega jezika. Perzijski magi so končno lahko zapisali vsa ohranjena  starodavna avestska besedila.
Rezultat tega razvoja je bila sasanidska Avesta, zbrana v 21 naskih (delih), ki so ustrezali 21 besedam zaklinjanja Ahunavar. Naske so razdelili v tri skupine po sedem. Prva skupina je vsebovala Gate in vsa z njimi povezana besedila, druga pa akademska dela. V tretji skupini so bile zbrane razprave o navodilih za mage, na primer Vendidad, pravna besedila in druga dela, na primer jašti. 
V sasanidskem času je nastalo pomembno knjižno besedilo Khwaday-Namag (Knjiga kraljev). Besedilo je bilo osnova za kasnejše Firduzijevo delo Šahname (Knjiga kraljev). Drugo pomembno zaratustrsko besedilo iz sasanidskega obdobja je  Dadestan-e Menog-e Khrad (Sodbe duha modrosti).

### Krščanstvo
Večina kristjanov v Sasanidskem cesarstvu je pripadala nestorijanski (vzhodna cerkev) in jakobinski (sirska pravoslavna cerkev) veji krščanstva. Obe cerkvi sta prvotno vzdrževali vezi s krščanskimi cerkvami v Rimskem cesarstvu, vendar sta se od njih precej razlikovali. Eden od razlogov za to je bil liturgični jezik obeh ceskva, ki je bi sirski in ne grški, ki je bil jezik rimskega krščanstva v zgodnjih stoletjih in vzhodnorimskega krščanstva v poznejših stoletjih. Drugi razlog za razhajanje med vzhodnim in zahodnim krščanstvom je bil močan pritisk sasanidskih oblasti, da bi prekinile povezave z Rimom, ker je bilo Sasanidsko  cesarstvo pogosto v vojni z Rimskim cesarstvom.
Krščanstvo kot dopustno vero v Sasanidskem cesarstvu je priznal Jazdegerd I. leta 409.
Največji prelom z glavnim tokom krščanstva se je zgodil leta 431 zaradi sklepov Prvega efeškega koncila. Na koncilu so  obsodil konstantinopelskega patriarha Nestorija, teologa kilikijskega porekla, ker je poučeval svoj pogled na kristologijo, v katerem je zavračal imenovanje Marije Jezusova mati, Teotokos ali mati božja. Sklepi efeškega koncila so bili v Rimskem cesarstvu sprejeti, sasanidska cerkev pa se z obsodbo Nestorijevega učenja ni strinjala. Ko je bil Nestorij  odstavljen s položaja patriarha, je več njegovih privržencev pobegnilo v Sasanidsko cesarstvo. Perzijski cesarji so beg izkoristili za okrepitev Nestorijevega položaja znotraj sasanidske cerkve, ki je zajemala veliko večino kristjanov v pretežno zaratustrskem  Perzijskem cesarstvu. Odstranili so najpomembnejše rimsko usmerjene duhovnike v Perziji in poskrbeli, da so njihova mesta zasedli nestorijanci. Ukrep naj bi bil zagotovilo,  da bodo ti kristjani zvesti Perzijskemu cesarstvu in ne Rimljanom.
Večina kristjanov v Sasanidskem cesarstvu je živela na zahodnem robu cesarstva, večinoma v Mezopotamiji, obstajalo pa je tudi več pomembnih skupnosti na severnejših ozemljih, in sicer v Kavkaški Albaniji, Laziki, Iberiji in perzijskem delu Armenije. Druge pomembne skupnosti so bile na  otoku Tylos (današnji Bahrajn), južni obali Perzijskega zaliva in območju arabskega kraljestva Lahm. Nekatera od teh območij so bila pokristjanjena med prvimi; Armensko kraljestvo je bilo kot prva neodvisna krščanska država na svetu ustanovljeno že leta 301. Številna asirska ozemlja so bila skoraj v celoti pokristjanjena že v 3. stoletju, vendar nikoli niso postala neodvisne države.

### Druga verstva
V nekaj  nedavnih izkopavanjih so bila odkrita budistična, hindujska in judovska verska središča. Budizem in hinduizem sta bila konkurenca zaratustrstvu predvsem v Baktriji in Margiani, najvzhodnejših pokrajinah cesarstva. Zelo velike judovske skupnosti so imela središča v Isfahanu, Babilonu in Horasanu. Imele so tudi svoj delno avtonomen eksilarhat s sedežem v Mezopotamiji. Judovske skupnosti so bile preganjane samo občasno. Uživale so relativno svobodo veroizpovedi in dobile nekaj  privilegijev, ki jih druge verske skupnosti niso dobile. Do Judov je bil zelo prijateljsko razpoložen Šapur I. (aramejsko Šabur Malka). Njegovo prijateljstvo s Šmuelom je prineslo judovski skupnosti številne prednosti. Šapur II., katerega mati je bila Judinja, je prijateljeval z babilonskim rabinom Rabahom. Njegovo prijateljstvo s Šapurjem II. je omogočilo sprostitev zatiralskih zakonov, ki so veljali za Jude v Perzijskem cesarstvu. 
Budisti so bili dejavni predvsem v vzhodnem delu cesarstva, zlasti v mestu Bamyan.

## Jezik

### Uradni jeziki
V zgodnjem sasanidskem obdobju se v napisih kraljev ob srednjeperzijskem jeziku pojavljata tudi grščina in partščina.  Med Narsehovim vladanjem (293–302) je grščina izginila,  morda zaradi pritiskov protihelenistično razpoložena duhovščine, da bi grščina enkrat za vselej izginila. Izginotje je bilo verjetno tudi posledica rabe grščine pri stalnih sasanidskih rivalih Rimljanih/Bizantincih. Iz državne uprave je kmalu izginila tudi partščina, ki se je kljub temu še vedno govorila in pisala v vzhodnih delih cesarstva, domovini Partov. Partsko je govorilo tudi mnogo partskih aristokratov, ki so vstopili  v sasanidsko službo po propadu Partskega cesarstva, in članov sedmih partskih klanov, ki so posedovali večino moči v cesarstvu. Včasih je kateri pripadnik klanov celo protestiral proti sasanidski oblasti. 
Aramejščina se je, tako kot v Ahemenidskem cesarstvu, na široko uporabljala tudi v Sasanidskem cesarstvu in dala pisavo srednjeperzijskemu in drugim jezikom.

### Regionalni jeziki
Srednjeperzijski jezik, ki je bil materni jezik Sasanidov, čeprav po poreklu niso bili iz Parsa, je bil v obsežnem sasanidskem cesarstvu manjšinski govorni jezik. Večinski je bil samo v Parsu, razširjen pa je bil tudi v Mediji in okoliških regijah. V tistem času je obstajalo več perzijskih narečij. V Adurbadaganu (Azerbajdžan) so poleg perzijščine  govorili še adhari in eno od njegovih narečij (tati). V Gilanu so govorili dajlamitsko in gilaško, v Tabaristanu pa mazandarani, zdaj znan kot tabari. V obeh regijah so se govorili tudi številni drugi jeziki in narečja.
Na sasanidskih ozemljih na Kavkazu so govorili veliko jezikov, vključno z gruzinščino, različnimi kartvelskimi jeziki, zlasti v Laziki, srednjo perzijščino, armenščino, kavkaško albanščino, skitščino in grščino.
Tudi v Huzistanu so govorili več jezikov: na severu in vzhodu perzijsko, v preostalem delu govorili aramejsko.  Razen njiju so v provinci govorili tudi o novoelamitsko. V Mešanu so Aramejci, stalno naseljeni Arabci, znani kot Mesenski Arabci, nomadski Arabci ter nabatejski in palmirski trgovci tvorili semitsko prebivalstvo province. V provinco so se začeli naseljevati tudi Iranci in Džati, ki je bili tja izgnani iz Indije. V Mešan so bile morda kot ujetniki ali rekrutirani mornarji deportirane  tudi druge indijske skupine, kot so Malajci. V Asuristanu so večino  prebivalstva tvorili aramejsko govorečih nestorijanski kristjani, manjšino pa Perzijci, Judje in Arabci.
Zaradi vdorov Skitov in njihove podskupine Alanov v Azerbajdžan, Armenijo in druge kraje na Kavkazu,  so se tja priselile velike, vendar relativno majhne skupine Irancev. V Horasanu se je govorila partščina in druga iranska narečja in jeziki. Na bolj vzhodnih ozemljih, ki jih niso bila vedno pod oblastjo Sasadidov,  so se govorili sogdijski, baktrijski in horezmijski jeziki. Bolj južno, v Sakastanu, kamor se je v partskem obdobju priselilo veliko Skitov, so govorili sistansko narečje. V Kerman se je naselila skupina Irancev, zelo podobnih Perzijcem. V Paratanu, Turanu in Makranu na skrajnem vzhodu države so se govorili beluški  in neiranski jeziki. V večjih mestih, kot sta bili Gundešapur in Ktezifon, so rimski/bizantinski vojni ujetniki govorili latinsko, grško in sirsko. Poleg tega se je v Sasanidskem cesarstvu govorilo tudi slovansko in nemško, tudi to zaradi rimskih vojnih ujetnikov. V Jemnu so se govorili semitski jeziki, vključno s himaritskim in sabejskim.

## Zapuščina in pomen
Vpliv Sasanidskega cesarstva je trajal  še dolgo po njegovem padcu.  Imperij pod vodstvom več sposobnih vladarjev je dosegel perzijsko renesanso, ki je postala gonilna sila kulture v novoustanovljeni islamski državi. V sodobnem Iranu in regijah pod njegovim vplivom se sasanidsko obdobje šteje za enega od viškov iranske civilizacije.

### V Evropi
Sasanidska kultura in vojaška organizacija sta imeli pomembnen vpliv na rimsko civilizacijo. Na organizacijo in značaj rimske vojske so vplivale metode perzijskega vojskovanja. Rimska cesarska avtokracija je v nekoliko prirejeni obliki privzela kraljevske običaje na sasanidskem dvoru v Ktezifonu. Običaji so se preko Rima prenesli tudi na druge srednjeveške evropske dvore. Izvor formalnosti evropskih diplomacij se pripisuje diplomatskim odnosom perzijskih vlad z Rimskim imperijem.

### V judovski zgodovini
Sasanidsko cesarstvo je imelo pomemben vpliv na razvoj judovske zgodovine. V obdobju od 3. do 6. stoletja je v sasanidski Mezopotamiji  nastal Babilonski Talmud. V Suri in Pumbediti sta bili ustanovljeni judovski akademiji, ki sta postali temelj judovskega izobraževanja. Več članov sasanidske cesarske družine je bilo poročenih z Judinjami. Judinji sta bili Ifra Hormizd, kraljica mati Šapurja I., in Šušanduht, žena Jazdegerda I., ki sta pomembno prispevali k tesnim odnosom med Judi v Sasanidskem cesarstvu in vlado v Ktezifonu.

### V Indiji
Propad Sasanidskega cesarstva je povzročil, da je  zaratustrstvo kot državno religijo Irana postopoma zamenjal islam. Veliko zaratustrijancev je iz strahu pred islamskim preganjanjem emigriralo. Po mnenju Qissa-i Sanjana je skupina teh beguncev pristala na ozemlju sedanje indijske province Gudžarat, kjer so imeli večjo versko svobodo  in so lahko ohranjali svoje običaje. Potomci teh emigrantov naj bi imeli majhno a pomembno vlogo v razvoju Indije. V Indiji je še vedno več kot 70.000 zaratustrijancev.
Zaratustrijanci še vedno uporabljajo različico verskega koledarja, uvedenega v času Sasanidov. Ta koledar  še vedno šteje leta od prihoda na prestol Jazdegerda III.,  tako kot leta 632.

## Kronologija Sasanidskega cesarstva
224-241: vladavina  Ardaširja I.:
- 224: strmoglavljenje partskega cesarstva
- 229-232: vojna z Rimskim cesarstvom
- ponovna oživitev  zoroastrstva   kot uradne državne  religije
- zbrana besedila, znana kot Zend Avesta

241-271: vladavina Šarpurja I. Velikega:
- 241-244: vojna z Rimskim cesarstvom
- 252-261: vojna z Rimskim cesarstvom; odločilna zmaga Perzijcev v bitki pri Edesi in aretacija rimskega cesarja Valerijana
- 251-271: prerok Mani ustanovi manihejstvo

271-301: obdobje dinastičnih bojev
283: vojna z Rimskim cesarstvom 
293: Upor Narseha, sina Šapurja I.
296-298: vojna z Rimskim cesarstvom;  Perzija odstopi Rimu pet pokrajin vzhodno od Tigrisa 
309-379: vladavina Šarpurja II. Velikega:
- 325: Šapur II. porazi številna arabska plemena in Lahmidsko kraljestvo pretvori v svojega vazala
- 337-350: prva vojna z Rimskim cesarstvom z relativno malo uspeha
- 359-363: druga vojna z Rimskim cesarstvom;  Rim odstopi Perziji severno in vzhodno Mezopotamijo, Gruzijo in Armenijo in petnajst trdnjav, vključno z Nisibisom v Perziji [159][160]

387: selitev Armenije na rimsko in perzijsko cono
399-420: vladavina Jazdegerda I. "Grešnika":
- 410: formalizacija Vzhodne cerkve na Izakovi sinodi pod pokroviteljstvom Jazdegerda I.; kristjanom je dovoljeno javno opravljanje obredov in gradnja cerkva
- 416-420: po Jazdegerdovem preklicu zakonov se začne preganjanje kristjanov

420-438: vladavina Bahrama V.:
- 421-422: vojna z Rimskim cesarstvom
- 424: svet Dad-Išu razglasi neodvisnost Vzhodne cerkve od Konstatinopla
- 428: perzijska cona Armenije se pripoji k Sasanidskemu cesarstvu

438-457: vladavina Jazdegerda II.:
- 440: vojna z Bizantinskim cesarstvom; Bizantinci izplačajo Sasanidom nekaj denarja[161]
- 449-451: armenski upor; Vardan Mamikonijan v bitki pri Avarajru leta 451 porazi krščanske armenske upornike

482-483: upor v Armeniji in Kavkaški Iberiji 
483: objavljen tolerančni edikt za kristjane  
484: Peroz I. poražen in ubit v vojni s Heftaliti; Nvarsaški sporazum podeli Armencem pravico do svobodnega prakticiranja krščanske vere
491: upor Armencev; Armenska cerkev zavrne sklepe Kalcedonskega koncila; nestorijanstvo postane prevladujoča krščanska sekta v Sasanidskem cesarstvu
502-506: vojna z Bizantinskim cesarstvom; na koncu vojne plača Bizantinsko cesarstvo Saanidom 1.000 funtov zlata; Sasanidi zasedejo Teodoziopolis in Martiropolis; Bizantinci kupijo Amido za 1.000 funtov zlata
526-532: vojna z Bizantinskim cesarstvom; po sklenitvi Večnega miru Sasanidi obdržijo Iberijo, Bizantinci pa dobijo Laziko in Perzijsko Armenijo; Bizantinsko cesarstvo mora plačevati davek 11.000 funtov zlata letno
531-579: vladavina Kozrava I. Anuširvana ("z neumrljivo dušo")
541-562: vojna z Bizantinskim cesarstvom
572-591: vojna z Bizantinskim cesarstvom
580: Sasanidi pod Hormizdom IV. razpustijo monarhijo v Kraljevini Iberiji in začnejo imenovati svoje guvernerje 
590: upor Bahrama Čobina in drugih sasanidskih plemičev; Kozrav II. strmoglavi Hormizda IV. in izgubi prestol v korist  Bahrama Čobina
591: Kozrav II. se s pomočjo Bizantinskega cesarstva vrne na prestol in v zameno prepusti Bizantincem Perzijsko Armenijo in zahodno polovico Iberije
593: poskus nasilnega prevzema oblasti Hormizda V.
595-602: Vistamov upor 
603-628: vojna z Bizantinskim cesarstvom;  Perzija osvoji bizantinsko Mezopotamijo, Anatolijo, Sirijo, Palestino, Egipt in Zakavkazje, potem pa jih bizantinska vojska prisili k umiku na predvojne meje
610: Arabci v bitki pri Di Karju porazijo sasanidsko vojsko 
626: Avari, Perzijci in Slovani neuspešno oblegajo Konstantinopel
627: bizantinski cesar Heraklij vdre v sasanidsko Mezopotamijo; odločilen poraz perzijskih sil v bitki pri Ninivah
628: Kavad II. strmoglavi Kozrava II. in postane šahinšah (kralj kraljev) 
628: uničujoča kuga pomori polovico prebivalstva zahodne Perzije, vključno s Kavadom II.
628-632: državljanska vojna
632-644: vladavina Jazdegerda III.
636: odločilen poraz Sasanidov v bitki pri Kadiziji med islamskim osvajanjem Irana
641: muslimani v bitki pri Nihavandu z velikimi izgubami premagajo ogromno perzijsko vojsko 
644: muslimani osvojijo Horasan; Jazdegerd III. postane preganjan ubežnik
651: Jazdegerd III. beži proti vzhodu iz ene pokrajine v drugo; pri Mervu (sedanji Turkmenistan) ga iz koristoljubja ubije lokalni mlinar, kar konča Sasanidsko dinastijo; Njegov sin Peroz II. in mnogi drugi zbežijo na Kitajsko. Jazdegerda pokoplje asirski škof Mar Gregor; njegov sin Peroz III. in več drugih odide v izgnanstvo na Kitajsko